# Secondo fronte

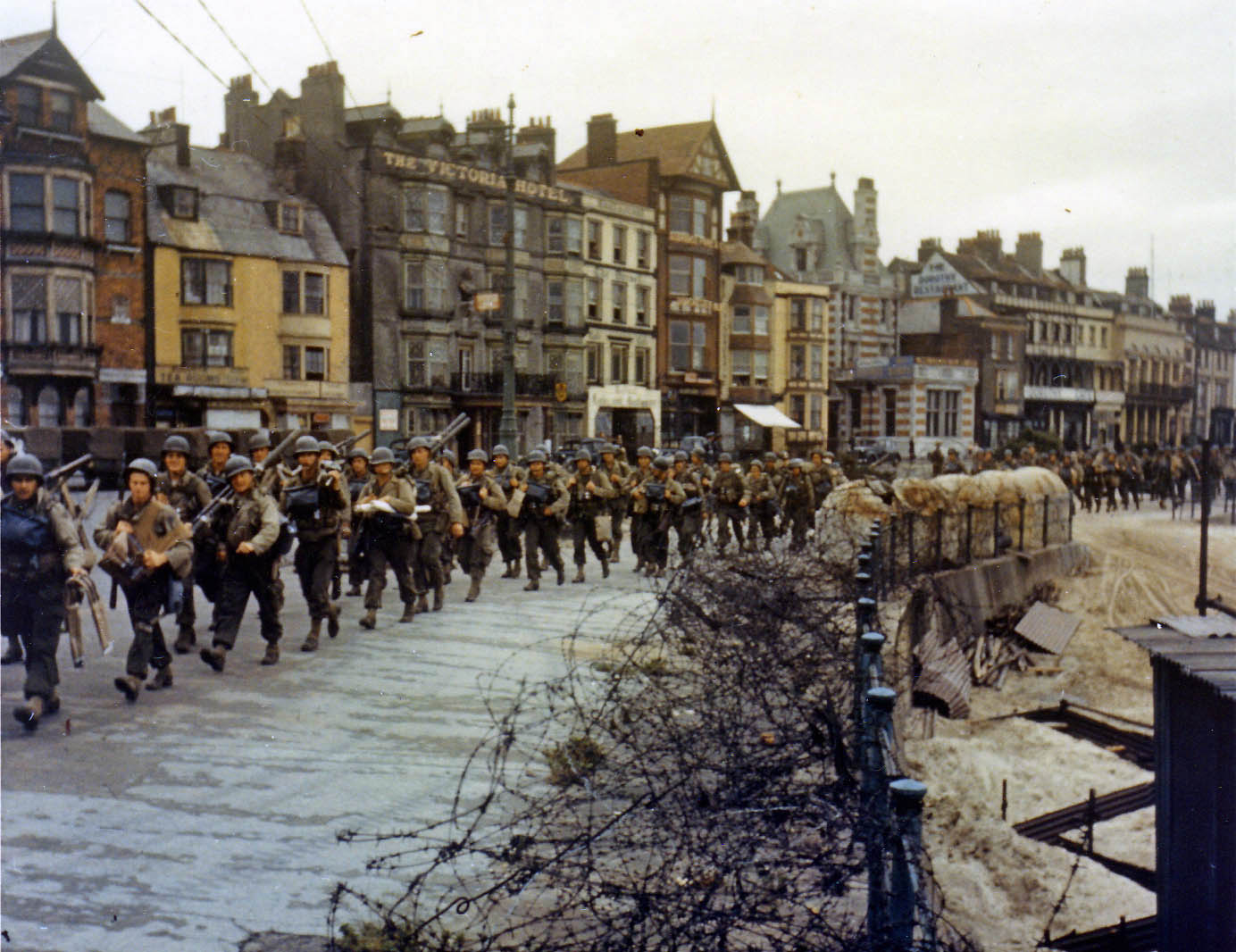
Truppe statunitensi in Gran Bretagna, nel 1944, in preparazione per l'attesa apertura del "Secondo fronte" in Europa.

Con il termine Secondo fronte si intende, nella storiografia della seconda guerra mondiale, il lungamente atteso, e ripetutamente rinviato, nuovo teatro bellico in Europa occidentale. La sua costituzione, fortemente richiesta da parte di Stalin, era stata prevista fin dal 1942 da parte delle potenze alleate anglosassoni, per iniziare grandi operazioni offensive contro la cosiddetta "Fortezza Europa" della Germania nazista di Hitler, prestare un aiuto concreto all'Armata Rossa, in combattimento dal giugno 1941 sul sanguinoso Fronte orientale contro la grande maggioranza delle forze della Wehrmacht e dei suoi alleati, e concorrere alla distruzione del Terzo Reich.
Inoltre, nella locuzione "Secondo fronte" viene compresa anche tutta la complessa storia diplomatica su questo cruciale argomento tra Unione Sovietica e potenze Alleate (protrattasi per oltre due anni), e i contrasti strategico-operativi tra le tre potenze ed in particolare tra Gran Bretagna e Stati Uniti, riguardo alla pianificazione dettagliata, la catena di comando e i tempi di attuazione di questa nuova offensiva in Europa nord-occidentale.
Il 6 giugno 1944, finalmente il "Secondo fronte" avrebbe avuto inizio con il gigantesco e riuscito sbarco in Normandia, che avrebbe permesso di organizzare e schierare sul continente europeo le enormi forze aeroterrestri angloamericane, in preparazione da quasi tre anni in Gran Bretagna.

## 1940: Il crollo del Fronte occidentale
(Frase rivolta il 22 luglio 1940, da Winston Churchill a Hugh Dalton, capo del S.O.E., per sollecitare l'organizzazione della resistenza e del sabotaggio nell'Europa occupata)

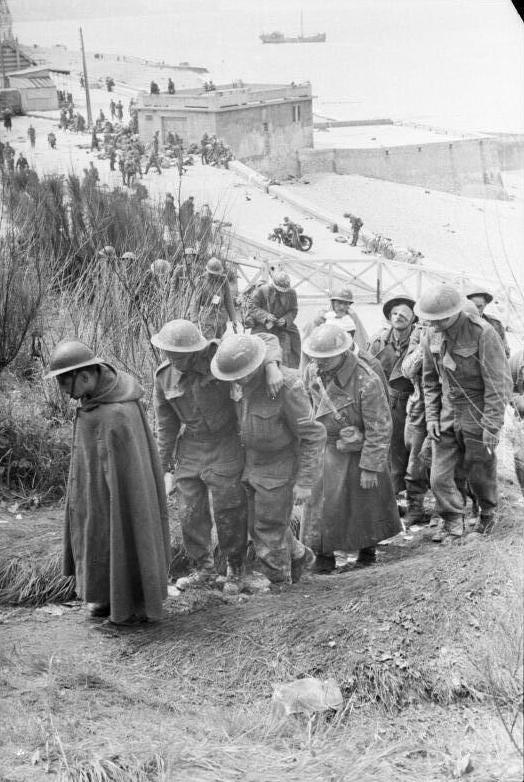
Soldati britannici e francesi prigionieri a Veules-les-Roses, nel giugno 1940.

La disfatta anglo-francese del maggio-giugno 1940, totalmente imprevista nella sua rapidità e nelle sue dimensioni, a seguito della travolgente avanzata all'ovest delle forze corazzate della Wehrmacht tedesca, provocò una svoltà politico-militare decisiva e praticamente irreversibile dell'andamento e degli sviluppi futuri della seconda guerra mondiale.
Dopo l'Armistizio francese del 22 giugno 1940, il raggiungimento delle coste atlantiche da parte dell'Esercito tedesco e il totale reimbarco della B.E.F. britannica, prima a Dunkerque (4 giugno 1940), poi a Cherbourg, Lorient e Brest alla metà di giugno, il Terzo Reich, ora alleato all'Italia fascista, entrata in guerra il 10 giugno 1940, aveva acquisito il dominio diretto o indiretto su gran parte del continente europeo e minacciava lo stesso Regno Unito, grazie alle sue posizioni strategiche in Francia e Norvegia, e alla sua apparentemente schiacciante superiorità di forze terrestri e aeree. Il Fronte occidentale, campo di battaglia principale durante tutta la prima guerra mondiale, era scomparso e la posizione della Potenza britannica, priva di alleati e sola di fronte al continente europeo dominato dal nemico, appariva quasi disperata.
Tuttavia, a dispetto della critica situazione del momento, il Primo ministro britannico Winston Churchill, ben lontano dal considerare la possibilità di abbandonare la lotta o di ricercare un compromesso con la Germania, diede mostra immediatamente di grande energia, di risolutezza e di volontà combattiva in primo luogo a scopi difensivi, organizzando le difese aeree britanniche della RAF, che avrebbero vinto nell'estate 1940 la battaglia d'Inghilterra, e difendendo strenuamente le vie di comunicazione marittime con il continente americano da cui dipendeva la sopravvivenza della Gran Bretagna. Il Primo ministro inoltre ipotizzò (fin dal luglio 1940) più ambiziosi progetti offensivi per rimettere in discussione il predomino tedesco sull'Europa.
In realtà, Churchill, in sede storiografica accusato spesso di timidezza strategica, di limitatezza di vedute e di eccessivo timore dell'esercito tedesco, per primo, nella drammatica estate 1940, osò ipotizzare rivincite future, promuovendo lo sviluppo e la produzione di appositi battelli da trasporto truppe e mezzi corazzati (i famosi L.C.T.), per effettuare sbarchi in forze sulle coste europee, e sollecitando il S.O.E. (Special Operations Executive) ad organizzare i movimenti di Resistenza nell'Europa occupata per rendere instabile e precario il dominio tedesco sul continente.
Infine, sempre nel luglio 1940, Churchill aveva creato il Comando Operazioni Combinate (Combined Operations Command), affidandone il comando all'ammiraglio Roger Keyes, per organizzare, impiegando i primi reparti di Commando, una serie di incursioni nel continente, colpire punti sensibili delle difese tedesche, ottenere alcuni vantaggi propagandistici e studiare modalità operative di operazione di sbarco, utili per future operazioni offensive.
Alla fine del 1940, la situazione britannica era già migliorata: la battaglia d'Inghilterra si era conclusa a ottobre con un sostanziale fallimento tedesco (costringendo Hitler a rinviare l'operazione Leone marino); gli Stati Uniti avevano ripreso fiducia nelle capacità di resistenza britanniche e si mostravano pronti a sostenerne materialmente la resistenza; Churchill aveva potuto dare inizio a offensive periferiche in Africa e nel Mediterraneo, per sfruttare la debolezza delle forze italiane e gli errori della loro conduzione operativa in Grecia e in Egitto.

## 1941: Operazione Barbarossa e contrasti anglo-sovietici

### La legge Lend-Lease

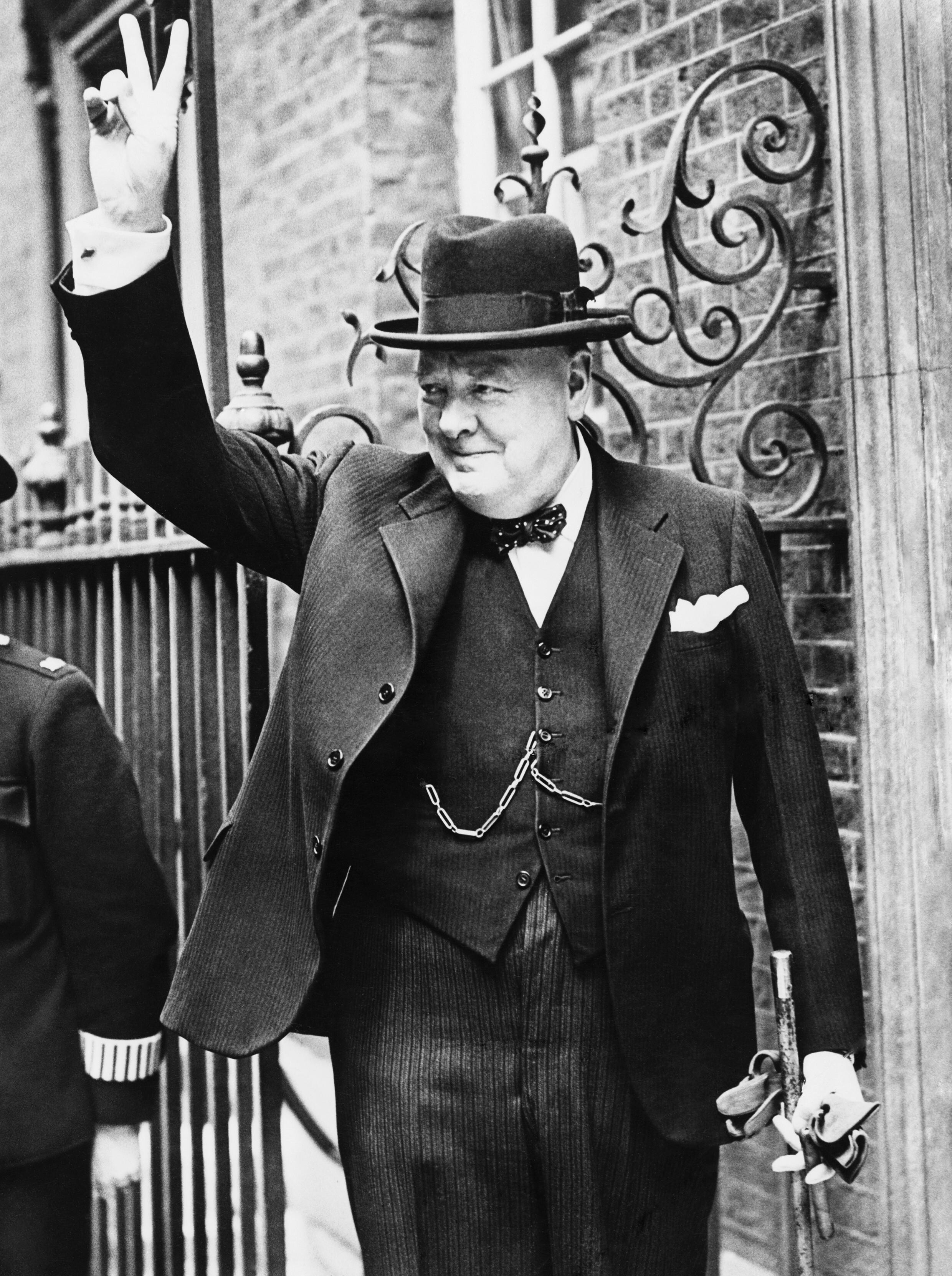
Il Primo ministro britannico Winston Churchill mostra il caratteristico segno "V" delle dita, per "vittoria".

I primi mesi del 1941 furono caratterizzati da un ulteriore avvicinamento politico-militare tra gli Stati Uniti del Presidente Roosevelt, profondamente deciso a contrastare le mire di dominio globale della Germania di Hitler, e quindi ad aiutare materialmente i britannici, pur senza entrare, almeno per il momento, in guerra di fronte alla netta maggioranza neutralista (o non-interventista) della popolazione americana, e la Gran Bretagna del Primo ministro Churchill.
Tra gennaio e marzo si svolsero i primi colloqui tra stati maggiori statunitensi e britannici, e vennero formulate le prime richieste dettagliate di materiali e vennero pianificati i primi progetti strategici per il proseguimento della guerra. In questa fase, Churchill apparentemente manteneva piena fiducia nelle possibilità della Gran Bretagna di sostenere la guerra da sola e contava di ottenere il successo finale anche senza un intervento diretto americano e senza un attacco frontale sul continente al formidabile esercito tedesco.
Il Primo ministro e i suoi consiglieri militari prevedevano, per ottenere questo risultato, di potenziare progressivamente il Bomber Command della RAF, a cui erano affidati (dal maggio 1940) i bombardamenti terroristici notturni sulla Germania, nell'ottimistica speranza di provocare un crollo del morale della popolazione civile (e in questa evenienza venne formulato un piano Round up per il rientro dell'esercito inglese in Europa, dopo un'eventuale ritirata spontanea dell'esercito tedesco dai territori occupati). La pianificazione prevedeva inoltre il massiccio rafforzamento delle forze britanniche grazie alle forniture richieste agli Stati Uniti (e a questo scopo assumeva grande importanza la battaglia dell'Atlantico), e infine l'organizzazione, sotto le continue pressioni dell'impaziente Churchill, di una serie di operazioni periferiche dirette a provocare il crollo dell'alleato minore italiano (Invasione dell'Africa orientale, Operazione Compass in Egitto; Lustre in Grecia; Influx, prevista invasione della Sicilia).

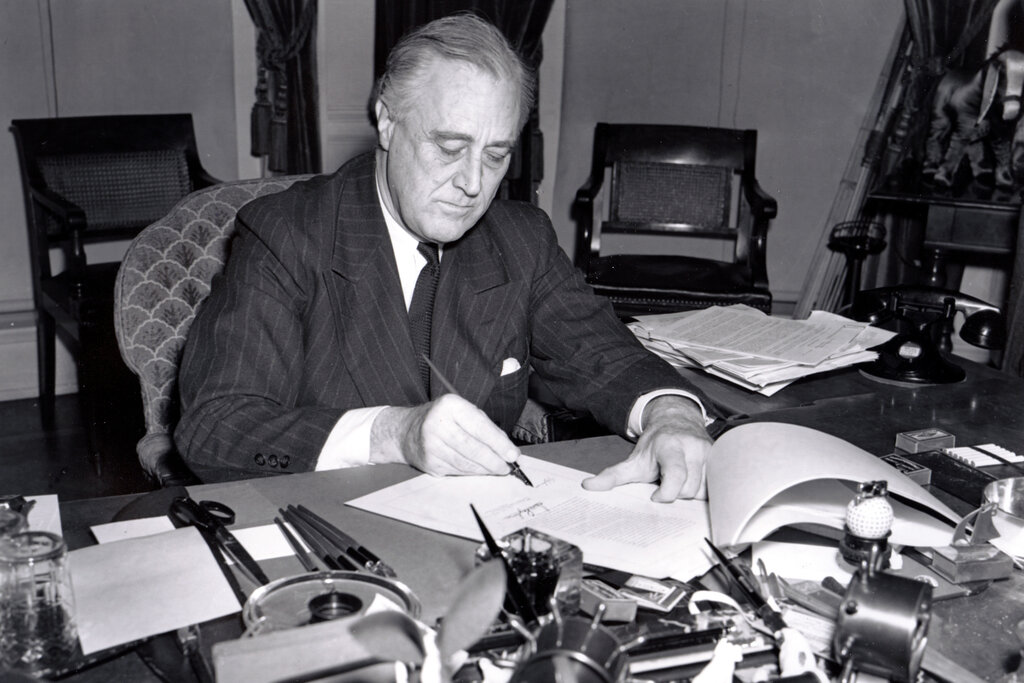
Il Presidente Roosevelt firma il Lend-Lease act.

L'11 marzo 1941 il Presidente Roosevelt firmava la legge Lend-Lease, assicurando in questo modo alla Gran Bretagna un afflusso praticamente illimitato di risorse belliche e di equipaggiamenti, e confermando la volontà della dirigenza americana di non permettere una vittoria di Hitler. In realtà, già in questa fase gli ufficiali superiori americani del Joint Chiefs of Staff (Stati maggiori riuniti) avevano una visione molto più realistica, rispetto a Churchill e i suoi generali, della situazione geostrategica; erano infatti convinti della necessità di un intervento diretto americano in guerra per ottenere la sconfitta del Terzo Reich, e iniziarono, quindi, a pianificare un sistematico e globale potenziamento dell'apparato aereo-terrestre e navale americano e una strategia generale basata su grandi offensive terrestri sul continente europeo, dopo aver ottenuto una schiacciante superiorità materiale.
Sotto l'abile guida dei generali Albert C. Wedemeyer e Stanley Dunbar Embick (responsabili della Divisione Piani di guerra dello Stato maggiore generale), questi progetti americani si sarebbero concretizzati nel grandioso Victory programm del 9 luglio 1941 che stabiliva dettagliatamente le necessità militari e i livelli di forze necessari per conseguire la vittoria completa su Germania e Giappone.
In quella data, era già in corso da due settimane la gigantesca Operazione Barbarossa scatenata da Hitler contro l'Unione Sovietica il 22 giugno 1941, e la situazione politico-strategica globale era stata completamente rivoluzionata da questo clamoroso evento, imponendo una revisione complessiva dei progetti, dei piani e dell'organizzazione delle Potenze anglosassoni.

### Il fronte principale
Winston Churchill, fin dal 22 giugno, con un celebre messaggio radiofonico, decise di appoggiare politicamente e anche militarmente l'Unione Sovietica di Stalin nella sua lotta contro l'invasione della Germania, nonostante i grandi contrasti ideologici e di politica internazionale tra i due paesi accentuati da due anni di aggressioni sovietiche ai danni delle nazioni confinanti. Il Primo ministro comprese subito come l'apertura del nuovo gigantesco teatro bellico alleviasse in modo decisivo, almeno momentaneamente, il peso della guerra sull'Inghilterra, e come consentisse ai paesi anglosassoni di guadagnare tempo per organizzare le loro forze e pianificare accuratamente i progetti futuri.

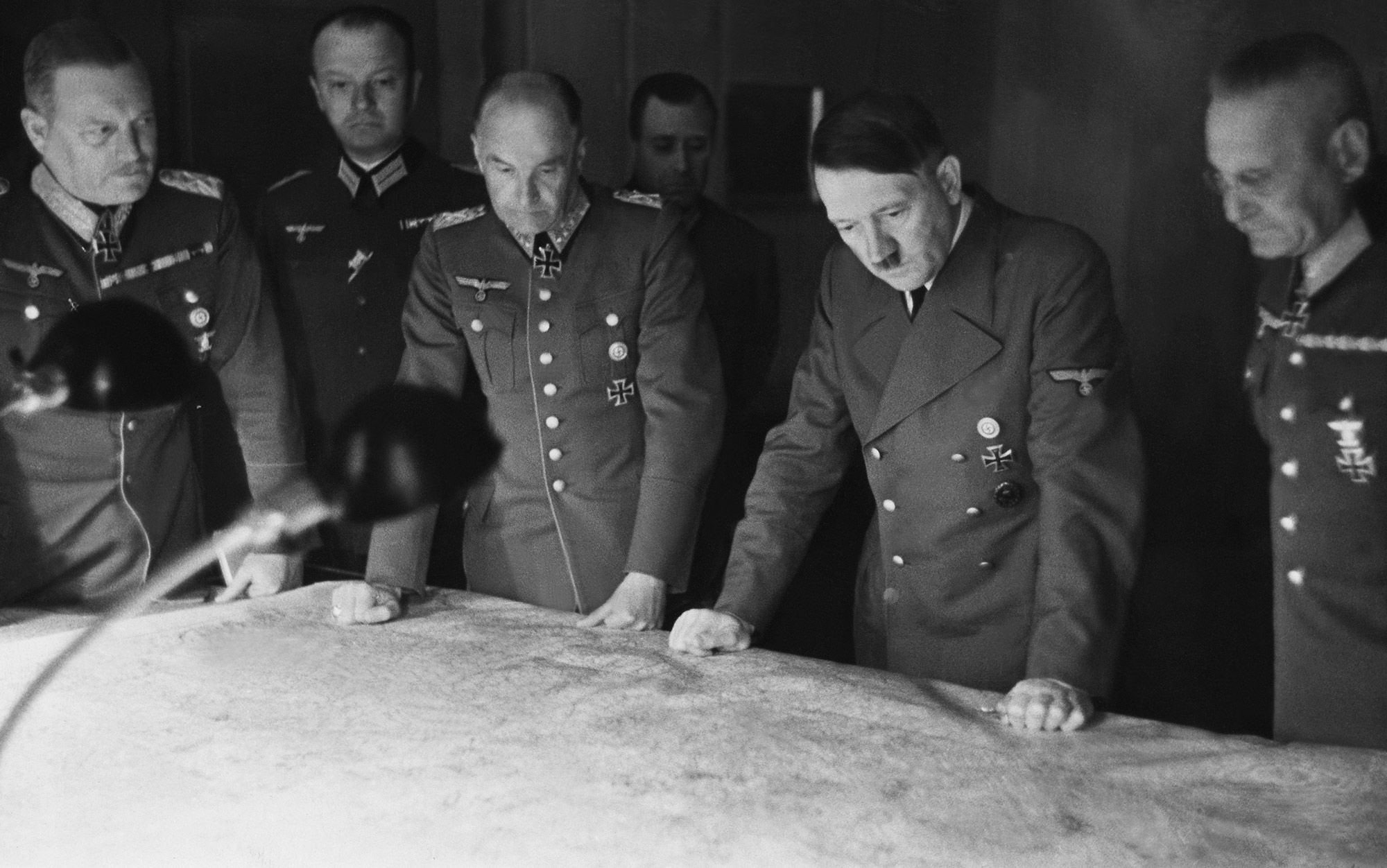
Hitler, nel suo quartier generale di Rastenburg, esamina con i suoi generali gli sviluppi dell'Operazione Barbarossa.

L'apertura del Fronte orientale, che automaticamente sarebbe diventato per tutto il resto della guerra il fronte principale europeo e quindi il "primo fronte", assorbiva nel 1941 oltre i 3/4 delle forze terrestri (153 divisioni, tra cui 19 Panzerdivisionen sulle 21 disponibili) e aeree tedesche, e rinviava per almeno un altro anno eventuali invasioni del Regno Unito, logorando prevedibilmente la possente macchina da guerra della Wehrmacht anche se Churchill temeva anche un ulteriore rafforzamento dell'esperienza e della combattività tedesca dopo un probabile successo all'est.
Anche se apparentemente Churchill mantenne sempre un certo ottimismo sulla capacità di resistenza sovietica, i primi catastrofici sviluppi della situazione per l'Armata Rossa, e preesistenti valutazioni e pregiudizi presenti nello stato maggiore britannico, indussero molto presto il generale John Dill, il capo di stato maggiore imperiale, ed altri alti ufficiali a prevedere un rapido crollo dell'Unione Sovietica; anche gli esperti statunitensi comunicarono a Roosevelt, che peraltro condivideva invece il cauto ottimismo di Churchill, che la prevedibile resistenza sovietica sarebbe durata fino ad un massimo di tre mesi.
Quindi, nei primi giorni di luglio, mentre la Wehrmacht dilagava all'est e l'Armata Rossa batteva in disastrosa ritirata, cercando di riorganizzare una linea di resistenza, le due potenze anglosassoni decisero di appoggiare politicamente, diplomaticamente e in parte anche militarmente (decisione britannica di inviare i primi aiuti di armi e mezzi) l'Unione Sovietica, ma solo nella prospettiva di guadagnare un breve spazio di tempo, prima del crollo definito sovietico e quindi dell'intero Fronte orientale di cui, in questa fase iniziale, non si prevedeva assolutamente il ruolo decisivo nella condotta globale della guerra mondiale.
Stalin non rispose al messaggio radiofonico di Churchill, né alla missiva inviatagli dal Primo ministro il 7 luglio, fino al 18 luglio, quando inviò una lettera di risposta che delineava per la prima volta il quadro della situazione visto dal punto di vista sovietico e, soprattutto, manifestava chiaramente le richieste del dittatore e le sue idee riguardo alla condotta futura della guerra da parte della nuova e inattesa coalizione. Senza fare menzione dei precedenti contrasti anglo-sovietici, né di eventuali scopi di guerra della Russia, Stalin difese anche in questa circostanza la validità strategica del suo patto di non-aggressione con la Germania e, soprattutto, fin da questa prima comunicazione, sollecitò con Churchill un intervento diretto dell'esercito britannico sul continente europeo (in Francia e in Norvegia) per costituire un "altro fronte" di guerra contro il Terzo Reich e prestare aiuto concreto ai sovietici.

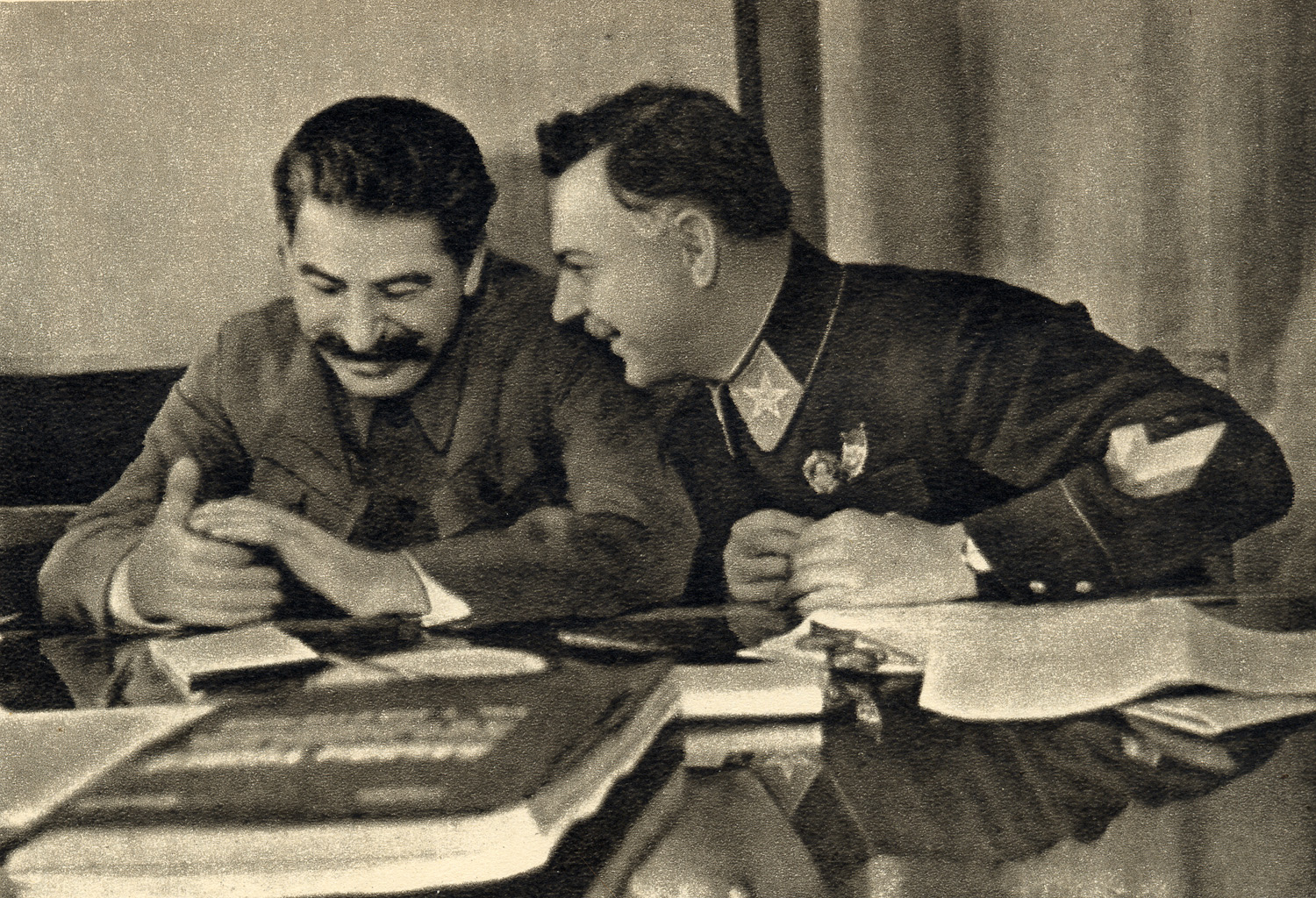
Stalin, a sinistra nella foto con Kliment Vorošilov, sorpreso dall'attacco tedesco, richiese subito un intervento britannico in occidente.

Quindi il problema di un "secondo fronte" contro la Germania venne posto da Stalin subito, accanto alla richiesta di importanti forniture alleate di equipaggiamento e materiali bellici. La pronta risposta di Churchill confermò l'impegno britannico a sostenere e rafforzare la "magnifica" resistenza sovietica contro l'esercito tedesco (fin dal 12 luglio 1941 era stato concluso un formale patto di alleanza anglo-sovietico, "fino al termine della guerra", che prevedeva la rinuncia a una pace separata di una delle due parti con il comune nemico), comunicava i primi invii di aerei da caccia e di altro materiale per la rotta dell'Artico, ma respingeva fermamente le richieste staliniane di un'apertura immediata di un nuovo fronte occidentale da parte dell'ancora debole esercito britannico.
La dirigenza politico-militare britannica riteneva infatti impossibile e pericoloso intervenire massicciamente sul continente europeo con ingenti forze aeroterrestri, in primo luogo per effettiva carenza di mezzi e uomini addestrati in grado di affrontare le forze tedesche rimaste all'ovest (peraltro piuttosto modeste), ma inoltre per scetticismo sulle capacità di resistenza prolungata sovietiche (nonostante le espressioni di fiducia di Churchill) ed anche perché il piano di guerra del Regno Unito nell'estate 1941 prevedeva soprattutto il continuo potenziamento delle risorse del Bomber Command (considerato l'arma decisiva), l'incremento dell'afflusso di armamenti statunitensi e la salvaguardia delle posizioni strategiche dell'Impero britannico in Medio Oriente, in Africa e nel Mediterraneo, per mantenere il possesso delle fondamentali risorse energetiche della regione, in vista di una lunga guerra di logoramento con la Germania.
A questo scopo, durante i mesi estivi del 1941, l'esercito britannico in Medio Oriente venne notevolmente potenziato da Churchill ed ebbe rapidamente ragione della ribellione dell'Iraq e della resistenza della Siria francese fedele al Governo di Vichy, mentre pianificava un attacco in forze contro l'esercito italo-tedesco del generale Rommel in Libia (Operazione Crusader). La difficile collaborazione strategica tra Unione Sovietica e Gran Bretagna ottenne tuttavia un risultato importante nell'agosto 1941, con la invasione congiunta dell'Iran che permise di proteggere la regione del Caucaso, di acquisire le risorse petrolifere iraniane e di aprire una nuova via di collegamento con l'Unione Sovietica su cui far passare gli aiuti bellici anglosassoni promessi.

### Resistenza sovietica ed entrata in guerra degli Stati Uniti

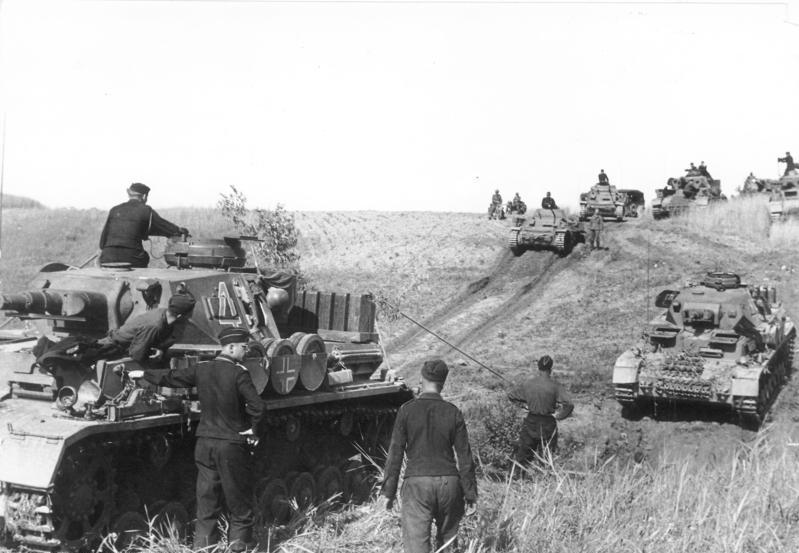
I panzer dilagano in Russia.

Per quanto riguarda gli Stati Uniti, la grande potenza d'oltreoceano, prevedendo un crollo a breve scadenza sovietico, proseguì con la sua metodica pianificazione di una guerra globale su due fronti continentali, programmando, nel Victory programm, la costituzione di un enorme esercito di oltre 8 milioni di uomini con 215 divisioni, di cui ben 61 divisioni corazzate, 10 aviotrasportate e 10 da montagna, potenziato da possenti forze aeree (100 gruppi da combattimento e oltre 30.000 aerei); fin dalla promulgazione del Two Ocean Navy Act del luglio 1940, la Marina americana aveva previsto l'organizzazione di una flotta dei "due oceani" (Atlantico e Pacifico) con un totale di 3 milioni di TSL di naviglio, 15 corazzate e 11 portaerei pesanti nuove.
La completa preparazione di queste forze era prevista per luglio 1943, momento in cui gli Stati Uniti ritenevano di poter passare all'offensiva decisiva sul continente europeo contro la Wehrmacht, preventivamente indebolita dai bombardamenti strategici e dalle operazioni periferiche britanniche.
Un primo fatto nuovo strategico, che indusse il presidente Roosevelt a rivedere i suoi piani e a dare fiducia al nuovo alleato sovietico, si verificò nella seconda metà di luglio, con i primi segni di una resistenza più efficace ed anche di alcuni prematuri tentativi di controffensiva dell'Armata Rossa (lunga e aspra Battaglia di Smolensk); l'influente consigliere del presidente Harry Hopkins venne quindi inviato a Mosca e il 30 luglio incontrò Stalin, traendone una favorevole impressione.
Il dittatore espresse la certezza di riuscire a fermare l'attacco tedesco, salvaguardando Mosca, Leningrado e Kiev, e sembrò deciso a combattere una lunga guerra di logoramento fino alla vittoria (fece richieste di materie prime strategiche per potenziare la sua produzione di armamenti). Hopkins, quindi, rassicurò il presidente sulla volontà e sulla capacità di resistenza sovietica.
In realtà la situazione sovietica rimaneva molto difficile e la Wehrmacht, dopo una breve pausa, riprese la sua avanzata, inducendo Stalin ad inviare una seconda richiesta di aiuto a Churchill il 3 settembre richiedendo di nuovo il concorso di 30-40 divisioni britanniche sul continente europeo; nell'occasione mise in evidenza la drammaticità della situazione sul fronte est e il rischio di una vittoria tedesca in caso di mancato contributo inglese, inducendo però in Churchill una certa diffidenza e il timore di una prossima defezione sovietica e di una rapida pace separata, e quindi convincendolo ancor di più a non rischiare premature avventure sul continente. Peraltro, anche Stalin manteneva grandi riserve sulla sincerità britannica nel sostenere la Russia e, in particolare temeva accordi anglo-tedeschi, forse preparati dalla misteriosa fuga di Hess in Inghilterra (10 maggio 1941).
Nelle settimane successive, dopo il nuovo rifiuto, da parte di Churchill, di impegnare le forze britanniche sul continente europeo in un "secondo fronte", Stalin, evidentemente molto preoccupato dalla situazione sul campo, si indusse a richiedere, in una nuova lettera del 13 settembre, addirittura il concorso diretto di reparti britannici sul fronte orientale (trasportati attraverso il porto di Arcangelo o per il corridoio persiano). Churchill ignorò le proposte staliniane e fece invece riferimento ad un progetto di attacco britannico in Norvegia nell'inverno 1941 (Operazione Jupiter), piano che sarebbe stato rapidamente accantonato dai capi di stato maggiore britannici.

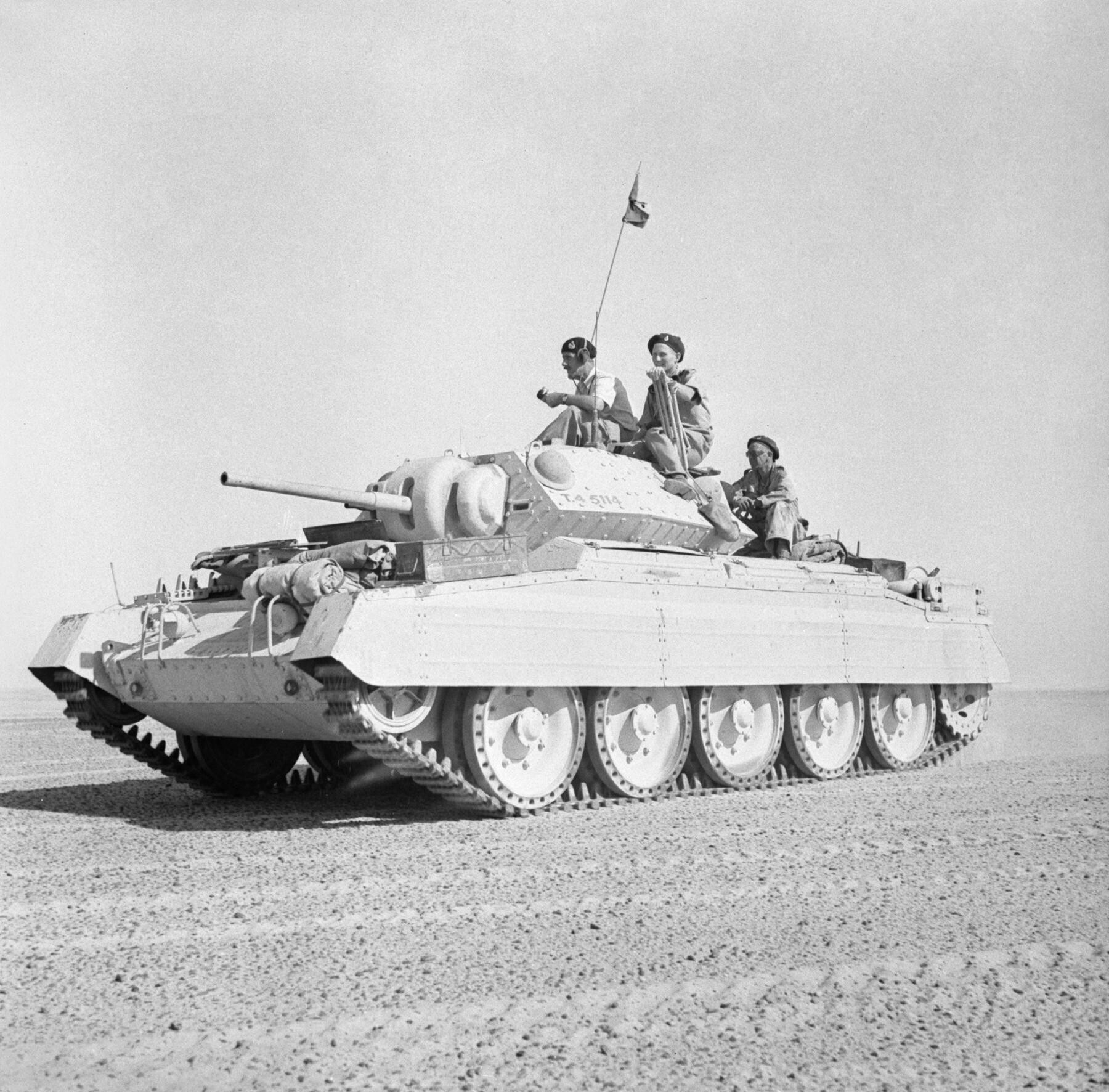
Carri armati britannici nel deserto nord-africano.

Soprattutto, il Primo ministro britannico cercò di sostenere i sovietici con un potenziamento dell'invio di armi ed equipaggiamenti, anche a spese delle magre forze imperiali in Estremo oriente, minacciate dalla inquietante potenza giapponese; quindi organizzò a questo scopo il viaggio di Lord Beaverbrook a Mosca (28 settembre-1º ottobre 1941), accompagnato dall'inviato di Roosevelt, Averell Harriman, per studiare i particolari organizzativi e saggiare l'atmosfera nel governo sovietico.
In ottobre e novembre, mentre i tedeschi si avvicinavano a Mosca, i rapporti anglo-sovietici divennero più tesi; i generali britannici convinsero il Primo ministro a concentrarsi sulla campagna in Libia ed a evitare pericolose avventure nel Caucaso o in Norvegia, mentre si parlò di trasferire in Medio Oriente, attraverso l'Iran, le truppe polacche del generale anti-sovietico Anders, in corso di costituzione in URSS con i soldati internati dopo la campagna del 1939 e destinati in un primo tempo a combattere accanto all'Armata Rossa, abbandonando il fronte orientale.

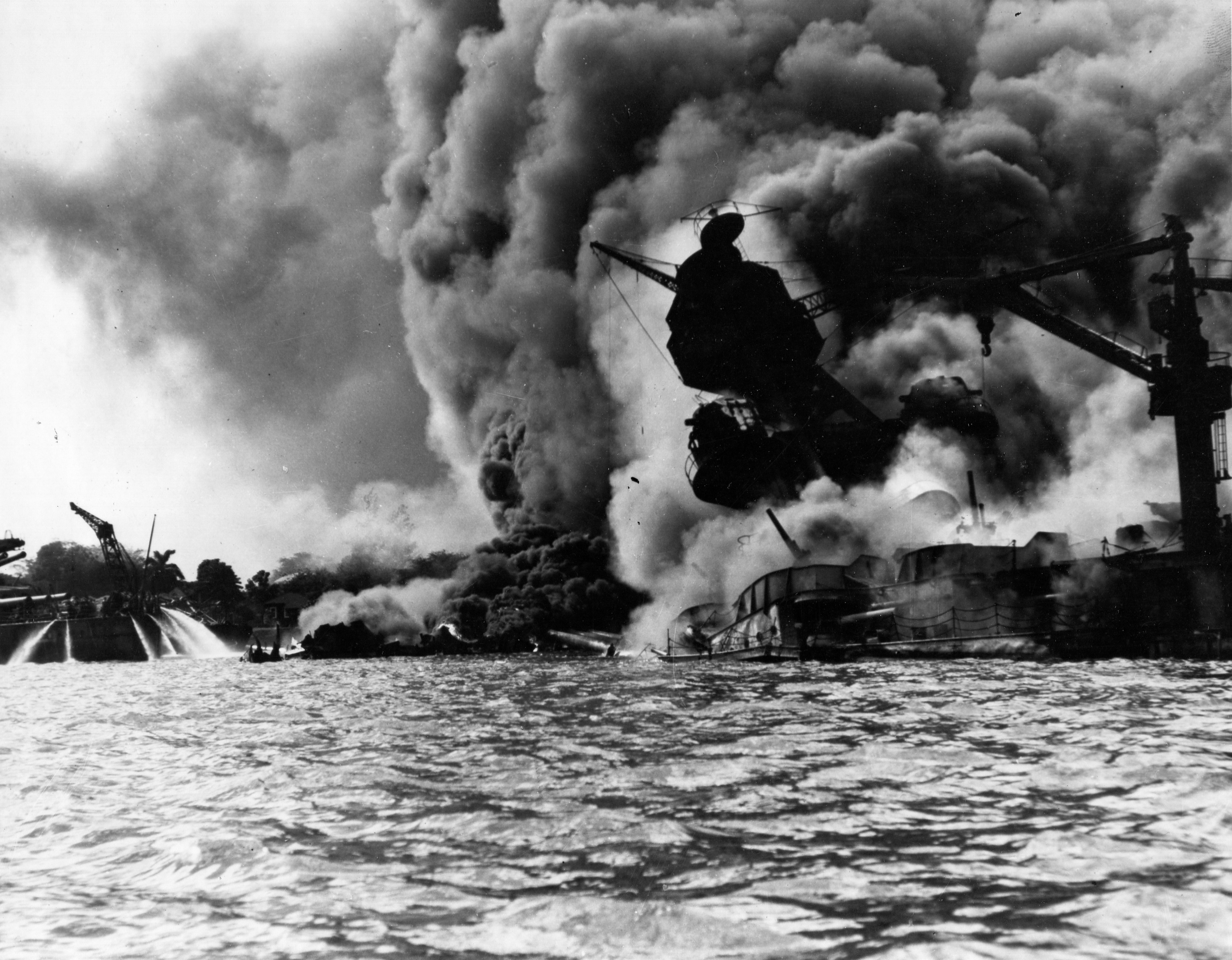
Le corazzate americane sotto attacco a Pearl Harbor, il 7 dicembre 1941.

Stalin manifestò il suo disappunto il 6 novembre, lamentando l'inattività britannica e la solitudine sovietica di fronte alla grande maggioranza delle forze tedesche, a cui attribuì la causa della lunga ritirata dell'Armata Rossa; inoltre criticò Churchill per il mancato raggiungimento di accordi dettagliati sugli scopi di guerra e sulle frontiere future dell'Europa. Anche per rassicurare Stalin sulla sincerità dell'impegno britannico a favore dell'Unione Sovietica e quindi rafforzarne l'impegno nella guerra (sempre nel timore di paci separate), Churchill il 5 dicembre decise di dichiarare guerra a Finlandia, Romania e Ungheria che avevano preso parte all'aggressione tedesca all'est.
Nei primi giorni di dicembre si verificarono nuove e impreviste svolte strategiche globali: in Libia l'Operazione Crusader terminò con il successo britannico, consentendo a Churchill di ampliare i suoi obiettivi nel Mediterraneo, pianificando un'Operazione Acrobat (attacco a Tripoli), un'Operazione Gymnast (sbarco nel Nord-Africa francese di forze britanniche e della Francia libera) e un'Operazione Whipcord (attacco alla Sicilia); ma soprattutto, a partire dal 6 dicembre 1941, Armata Rossa passò al contrattacco sul fronte di Mosca, fermando l'avanzata tedesca, salvando la capitale e mettendo in grave difficoltà la Wehrmacht, costretta per la prima volta alla sconfitta e alla ritirata.
Infine, il 7 dicembre, l'attacco di Pearl Harbor, provocava l'entrata in guerra anche degli Stati Uniti, già per molti mesi impegnati in una guerra non dichiarata in Atlantico contro la Germania ed ora inaspettatamente coinvolti anche in una guerra contro l'aggressivo Giappone imperiale.

## 1942: La pianificazione operativa statunitense e nuovi contrasti tra gli Alleati

### Germany first
Il 1941, quindi, non si concluse con il crollo della resistenza sovietica e dell'intero Fronte orientale (evento che avrebbe permesso alla Wehrmacht di rischierare entro la primavera del 1942 il grosso delle sue forze terrestri e aeree all'ovest per un possibile attacco al Regno Unito, prima di un intervento massiccio americano), ma, al contrario, con l'Armata Rossa all'offensiva e l'esercito tedesco costretto a combattere, subendo dure perdite, una drammatica battaglia difensiva nell'inclemente clima russo. Il Fronte orientale rimaneva quindi il fronte di guerra principale e avrebbe continuato ad assorbire la grande maggioranza delle forze tedesche: nel 1942 184 divisioni (su 233), 19 Panzerdivisionen (su 24) e 5 divisioni Waffen-SS dotate di carri armati; assicurando un ulteriore guadagno di tempo (almeno un altro anno) per le potenze anglosassoni.
A Mosca, dopo i primi successi, Stalin mostrò una ripresa della propria fiducia sulla capacità sovietica di sostenere la guerra con la Germania, evidenziata già durante gli incontri con il Ministro degli esteri inglese Anthony Eden, recatosi nella capitale sovietica dal 16 al 22 dicembre 1941. Negli aspri colloqui, Eden si trovò di fronte agli ambiziosi obiettivi di guerra di Stalin che prevedevano una conservazione completa delle conquiste del 1939-41; inoltre Stalin reiterò ancora una volta la richiesta agli inglesi di aprire un fronte di guerra attivo sulla costa francese, ipotizzando in questo caso una possibile vittoria degli alleati nell'autunno 1942. Il dittatore, invece, respinse, in ragione dell'enorme impegno richiesto contro la Germania, la richiesta di Eden di entrare in guerra contro il Giappone.
Nel gennaio del 1942, di fronte alle nuove vittorie sovietiche e al peggioramento della situazione tedesca nella battaglia invernale, lo stesso ottimismo fu espresso anche dall'ambasciatore britannico a Mosca, sir Stafford Cripps, che arrivò ad ipotizzare una marcia sovietica su Berlino, mentre, in marzo, il generale polacco Władysław Sikorski previde più realisticamente una nuova offensiva tedesca nell'estate 1942, in direzione principalmente del Caucaso.
Winston Churchill, alla fine del 1941, alla notizia dell'entrata in guerra degli Stati Uniti, aveva dato segni di euforia, giungendo fino a ipotizzare una possibile invasione anglo-americana sul continente con 40 divisioni corazzate nel prossimo futuro; e si affrettò a recarsi a Washington per partecipare alla conferenza bilaterale Arcadia (21 dicembre 1941-15 gennaio 1942) che avrebbe per la prima volta discusso in dettaglio i piani, i programmi, e la catena di comando delle due potenze. In questa occasione venne decisa la creazione di un comando unificato anglo-americano (i Combined Chiefs of Staff, Capi degli Stati maggiori combinati) costituito dai tre capi di Stato maggiore americani (in quel momento, George C. Marshall, Henry H. Arnold e Ernest King) e i tre capi di Stato maggiore britannici (John Dill, presto sostituito da Alan Brooke, Charles Portal e Dudley Pound), ed anche un comando unificato di pianificazione (Combined Staff planners), incaricato di armonizzare la programmazione operativa dei due paesi.
Durante la conferenza, Churchill si impegnò soprattutto per convincere il presidente Roosevelt e i generali americani a concentrare gli sforzi e le risorse principali contro la Germania, considerata di gran lunga il nemico più importante, in ragione delle sue risorse industriali e tecnologiche e della potenza e pericolosità delle sue forze armate. Il cosiddetto concetto Germany first (prima la Germania), fu accettato dalla dirigenza americana, dopo qualche resistenza da parte dei generali statunitensi (desiderosi di una pronta rivincita sul Giappone), principalmente per decisione del Presidente e del capo di Stato maggiore, generale Marshall.

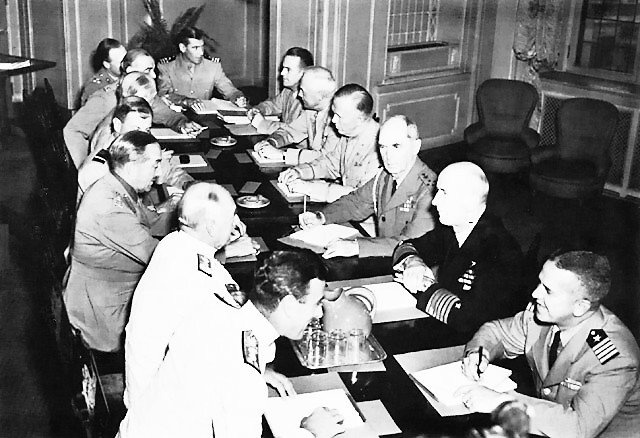
I Combined Chiefs of Staff anglo-americani in riunione. Si riconoscono a sinistra, il generale Alan Brooke, e a destra, il generale George Marshall e gli ammiragli Leahy e King.

Dal punto di vista della pianificazione, il Primo ministro britannico, per evitare una lunga pausa di inattività operativa anglosassone, in attesa della completa preparazione dell'apparato bellico americano, sollecitò invece un pronto intervento delle limitate forze statunitensi già disponibili nelle operazioni periferiche, in collaborazione con gli inglesi. Il Presidente Roosevelt, desideroso di impegnare le truppe americane in battaglia contro il nemico il prima possibile, accolse le indicazioni britanniche, nonostante i dubbi dei suoi collaboratori militari nei riguardi di queste dispersive e discutibili iniziative britanniche.
Venne quindi deciso un piano Magnet, per il trasporto di due divisioni americane in Irlanda, disimpegnando forze britanniche da inviare in Medio Oriente, e la partecipazione di tre divisioni statunitensi allo sbarco in Nord-Africa (operazione Super-Gymnast, variante ampliata del vecchio progetto Gymnast) nella primavera 1942, in coordinazione con lo sperato successo della prevista operazione Acrobat in Libia. Non vennero invece discussi piani precisi per un "secondo fronte" europeo, e l'unica pianificazione disponibile rimase il piano Round Up britannico, che prevedeva un ritorno sul continente solo nel caso di un improbabile ritiro spontaneo dell'esercito tedesco in seguito ad un crollo politico interno.
Già in questa fase iniziale si manifestò l'importante contrasto di concezioni strategiche generali tra gli ufficiali statunitensi, più vicini alle classiche teorie operative tedesche di origine clausewitzana, e quindi desiderosi di organizzare accuratamente e sferrare una grande offensiva decisiva contro il punto nevralgico della potenza nemica (individuato nell'Europa nord-occidentale), e gli ufficiali britannici, vicini alla tradizione bellica inglese del periodo napoleonico, e quindi decisi a continuare con numerose, piccole e lente operazioni periferiche, per logorare l'avversario continentale senza rischiare una sanguinosa battaglia decisiva.

### IlmemorandumMarshall
I mesi di febbraio e marzo 1942 fecero risorgere nel campo anglosassone i dubbi e le diffidenze nei confronti dell'alleato sovietico, sui suoi obiettivi di guerra e sulla sua volontà di continuare la guerra. Già nel suo discorso del 23 febbraio 1942, Stalin ritornò a lamentare lo scarso aiuto concreto alleato e delineò in modo oscuro gli obiettivi di guerra sovietici, facendo intravedere la possibilità di accordi di compromesso tra Germania e Unione Sovietica, dopo la completa liberazione dei territori sovietici occupati.

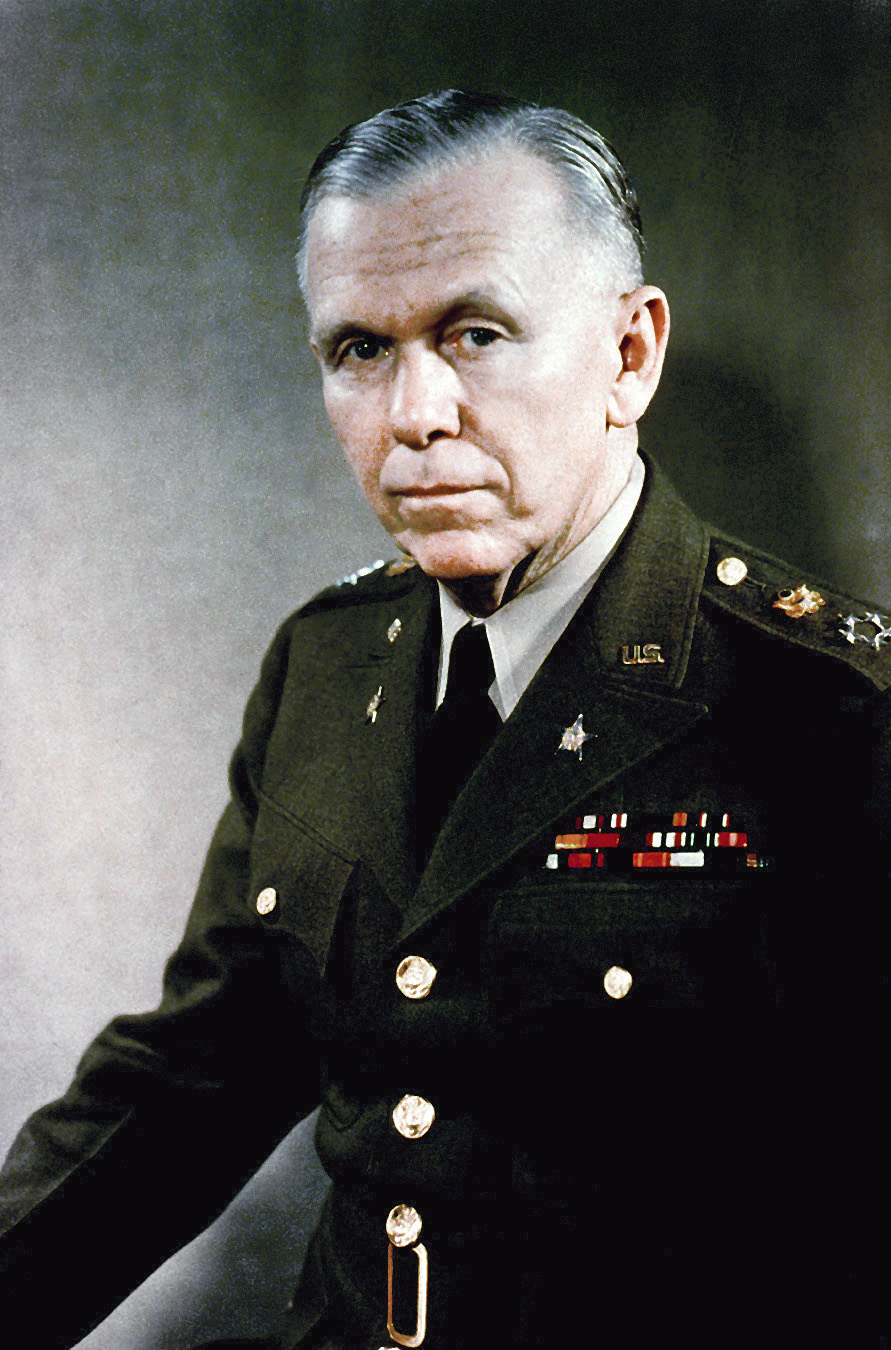
Il generale George Marshall, capo di Stato maggiore statunitense e principale fautore della rapida apertura del "secondo fronte".

Nello stesso periodo filtrarono voci su possibili tentativi giapponesi di favorire un accordo di compromesso sovietico-tedesco, (tentativo che il Giappone, convinto dell'impossibilità di una vittoria completa tedesca, fece realmente e che fallì di fronte all'intransigenza delle due parti), e quindi i sospetti britannici sui rischi di un pace separata si accentuarono, anche a seguito del risultato inconcludente della controffensiva sovietica invernale che faceva temere una nuova grande offensiva tedesca in estate, con possibile sconfitta definitiva dell'Unione Sovietica.
A marzo Churchill si decise, proprio per evitare gli apparenti rischi di pace separata sovietico-tedesca e sostenere l'impegno bellico sovietico, ad accelerare gli invii di materiali bellici attraverso la rotta dell'Artico, a fare concessioni politiche a Stalin, e a concludere un vero trattato di alleanza con l'Unione Sovietica, nonostante i dubbi di Roosevelt, deciso in questa fase a rinviare qualsiasi decisione sugli assetti politico-territoriali postbellici, in attesa dell'entrata in campo dell'esercito statunitense.
Anche per evitare difficili discussioni politiche con i sovietici e tranquillizzare Stalin sulla reale volontà statunitense di collaborare nella lotta comune contro la Germania, Roosevelt sollecitò quindi i pianificatori americani (guidati dal febbraio 1942 dal generale Dwight David Eisenhower) a studiare ed elaborare in dettaglio un preciso piano di guerra americano che prevedesse un concreto aiuto all'Unione Sovietica attraverso la costituzione di un vero "secondo fronte" in Europa, da effettuare secondo precise scadenze di tempo.
Il 1º aprile 1942 il capo di Stato maggiore generale statunitense presentava alla Casa Bianca il cosiddetto "memorandum Marshall" che, considerando favorevolmente il processo di costituzione del nuovo e moderno esercito statunitense e ritenendo di indispensabile utilità sostenere e rafforzare la resistenza sovietica all'est contro la grande maggioranza delle forze nemiche (resistenza da prolungare il più possibile), prevedeva, in primo luogo, il sistematico trasporto e schieramento di grandi forze terrestri e aeree americane (30 divisioni di cui 6 divisioni corazzate) in Gran Bretagna (Operazione Bolero), e quindi una grande offensiva decisiva, da sferrare a partire dal 1º aprile 1943, in Europa Nord-occidentale (denominata Operazione Round-Up).
Round Up, in questa prima pianificazione, prevedeva uno sbarco in Francia (costa tra Le Havre e Boulogne), con l'impiego successivo di 30 divisioni americane e 18 britanniche, sostenute da 5.800 aerei tattici; veniva prevista una manovra in direzione di Anversa e quindi verso la Renania. Nel memorandum, infine, veniva delineata una terza opzione operativa d'emergenza, il piano Sledgehammer, da attivare, a partire dal 15 settembre 1942, nell'eventualità improbabile di un crollo improvviso tedesco oppure, soprattutto, in caso di grave disfatta sovietica durante l'estate con conseguente necessità di prestare soccorso all'alleato con un attacco in Francia, anche con forze ridotte, per evitare un ritiro dalla guerra dell'Unione Sovietica. Sledgehammer prevedeva uno sbarco angloamericano a Cherbourg, nella penisola del Cotentin, per costituire una solida testa di ponte con l'impiego di 6-7 divisioni britanniche e due divisioni americane (le uniche già presenti in Gran Bretagna).

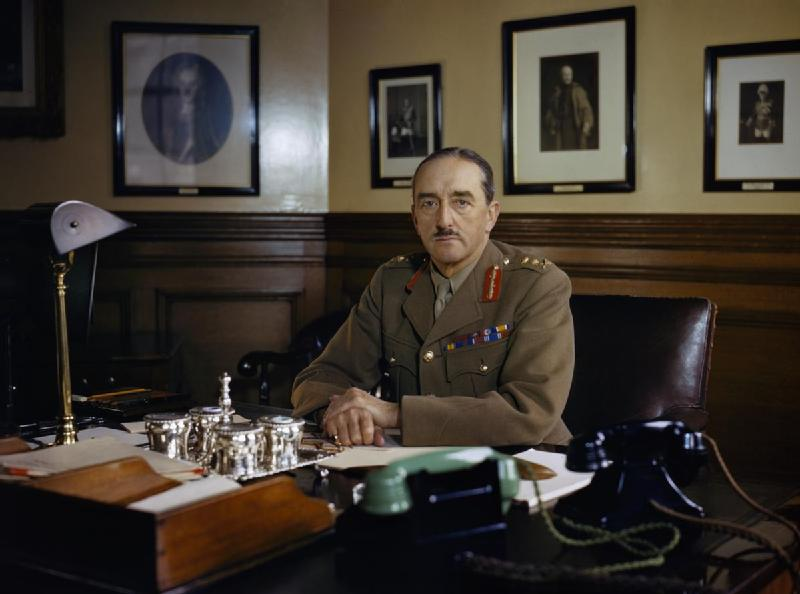
Il generale Alan Brooke, capo di Stato maggiore Imperiale e principale consigliere di Churchill.

Dopo aver ottenuto la piena approvazione del Presidente al suo piano di guerra, opera principalmente della Divisione piani dello stato maggiore guidata dal generale Eisenhower, il generale Marshall, quindi, si recò rapidamente a Londra, accompagnato da Harry Hopkins, per illustrare alle controparti britanniche i dettagli dell'importante progetto strategico. Gli incontri ebbero inizio l'8 aprile e apparentemente si conclusero con il pieno appoggio inglese al piano americano; in realtà, Churchill e soprattutto il capo di Stato maggiore imperiale Brooke, pur molto soddisfatti della serietà dell'impegno statunitense nella guerra in Europa (si era temuta inizialmente una priorità americana per il fronte del Pacifico), erano totalmente favorevoli solo al piano Bolero, ma mantenevano grandi riserve su Round Up e soprattutto sull'azzardata Sledgehammer.
Di fronte alle ancora potenti forze tedesche, in fase di rafforzamento sul fronte ovest sulla base della direttiva di Hitler del 23 marzo (confermata il 9 luglio) che prevedeva la costruzione del Vallo Atlantico e il trasferimento di numerose eccellenti divisioni meccanizzate in Francia, alle difficoltà di trasporto (in quel periodo l'offensiva degli U-Boot tedeschi stava raggiungendo i risultati più brillanti contro il naviglio alleato), alle carenze di mezzi da trasporto truppe per sbarchi sulle coste, ed anche alla pericolosa situazione in Estremo Oriente (era in corso l'Incursione giapponese nell'Oceano Indiano), i dirigenti britannici ritenevano impossibile intervenire in Europa nel 1942, e mettevano in dubbio anche lo sbarco nel 1943.
Al contrario, preoccupati anche per la nuova offensiva tedesca in Africa che aveva reso impossibile l'operazione Acrobat (attacco a Tripoli) e costretto a rinviare sine die il piano Super Gymnast, Churchill e Brooke (piuttosto scettico sulle capacità militari dell'esercito statunitense e sulla preparazione strategica del generale Marshall) ritenevano indispensabile nel 1942 mantenere un atteggiamento prevalentemente difensivo per bloccare le nuove minacce dell'Asse, costituire uno schieramento in Iran per difendere il Caucaso in caso di crollo sovietico e potenziare la campagna dei bombardamenti strategici, a cui avrebbe cominciato a partecipare anche l'USAAF, con l'arrivo ad agosto 1942 delle prime squadriglie della 8ª Air Force in Inghilterra..

### Churchill a Mosca
Proprio mentre era in corso il complesso confronto anglo-americano sulle concezioni strategiche e sull'eventuale apertura del "secondo fronte", Stalin, fin dal suo ottimistico discorso del 1º maggio 1942, poneva proprio il problema dell'intervento diretto alleato ad ovest per alleviare l'Armata Rossa, al centro della sua campagna propagandistica e del suo impegno politico-diplomatico, anche per rinsaldare il morale dell'esercito e della popolazione di fronte alla pericolosa prospettiva di una seconda estate di guerra e di una seconda grande offensiva tedesca all'est.
Mentre si accentuava la pressione di Stalin sugli alleati, grazie agli sforzi dell'ambasciatore Majskij a Londra (che mobilitò una parte dell'opinione pubblica inglese a favore del sostegno all'Unione Sovietica) e alla propaganda dei movimenti di sinistra nelle nazioni occidentali, per accelerare i piani angloamericani e ottenere l'apertura del nuovo fronte in Europa, il Ministro degli Esteri sovietico Molotov si recò a Londra il 21 maggio, su invito inglese, proprio per sollecitare una decisione positiva riguardo al "secondo fronte", anche a costo di rinunciare a precisi accordi diplomatici sull'assetto territoriale post-bellico.
Churchill e Eden resistettero alla pressione del ministro sovietico e si limitarono a siglare (il 25 maggio) un generico accordo di alleanza formale anglo-sovietica della durata ventennale, senza molti dettagli e senza assicurazioni su precisi impegni offensivi nel 1942. Molotov proseguì quindi verso Washington dove, al contrario, il 30 maggio il Presidente Roosevelt, dopo essersi consultato con Marshall, affermò chiaramente che gli anglo-americani erano decisi ad aprire un "secondo fronte" entro il 1942, rassicurando il ministro sovietico e distogliendo la discussione dai dettagli sugli assetti postbellici.
Ritornato a Londra, sulla via del ritorno, Molotov incontrò il 9 giugno ancora Churchill che in parte confermò il solenne impegno del Presidente, ma accompagnò le sue dichiarazioni con il famoso aide memoire del 10 giugno in cui dichiarava esplicitamente di non poter dare assicurazioni positive assolute riguardo al "secondo fronte" nel 1942. Molotov tornò quindi a Mosca con un trattato di alleanza con la Gran Bretagna privo di precisi impegni diplomatici e con un'assicurazione statunitense sul "secondo fronte" nel 1942, neutralizzata dalla dichiarazione inglese, molto meno positiva e dipendente da una serie di circostanze belliche favorevoli.
Nonostante questa parziale delusione, Stalin sembrò prestare fede alle dichiarazioni americane e durante tutta l'estate, mentre l'offensiva tedesca (Operazione Blu) progrediva pericolosamente nel settore meridionale del Fronte orientale, e giungeva a minacciare il Don, il Volga e il Caucaso, continuò una campagna propagandistica in favore del "secondo fronte" in parte anche per minimizzare i suoi errori e la portata delle nuove sconfitte sovietiche.

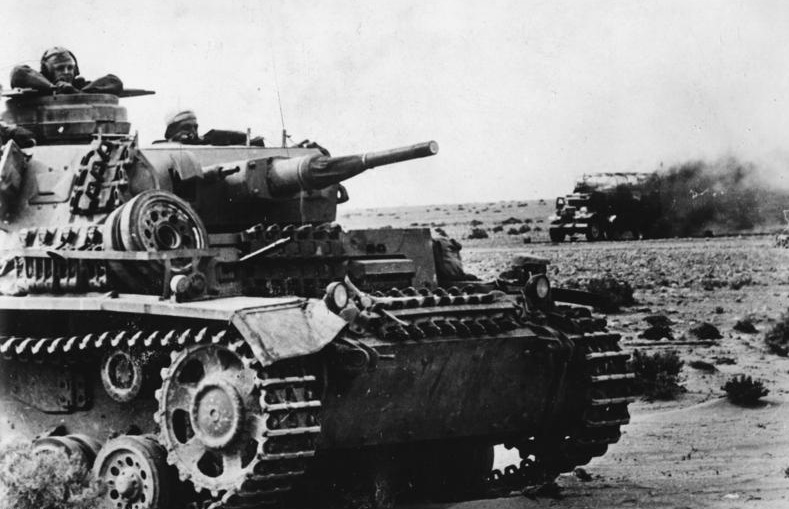
Panzer tedeschi dell'Afrikakorps, durante la battaglia di al Gazala, finita con una netta sconfitta britannica nel giugno 1942.

In realtà mentre a Mosca si continuava a parlare di imminente apertura del "secondo fronte", Churchill e i suoi generali riuscirono a giugno e a luglio a cambiare profondamente la pianificazione angloamericana ed a imporre una nuova strategia periferica, motivata dalle indubbie difficoltà tecniche (carenza di trasporti e di truppe americane, mancanza di superiorità aerea, scarsezza di mezzi, rafforzamento delle difese tedesche) del previsto e forse inattuabile piano Sledgehammer, che in presenza delle nuove disfatte sovietiche e dei nuovi rischi di crollo sul Fronte orientale (in settembre Roosevelt invio Wendell Willkie a Mosca proprio per valutare questo rischio sul posto e per cercare di rianimare il morale sovietico) avrebbe dovuto in teoria essere messo in atto.
Tra il 17 e il 21 giugno Churchill e Brooke, durante colloqui a Washington con il Presidente e i suoi principali collaboratori militari e politici, riuscirono infine ad imporre l'abbandono del progetto Sladgehammer (pur confermando il loro impegno per Round Up nel 1943) e a rimettere sul tavolo il vecchio progetto Super Gymnast (sbarco anglo-americano nel Nord Africa francese), reso ancor più urgente dal disastroso andamento delle operazioni in Libia e in Egitto (Tobruk cadde proprio il 21 giugno e le forze britanniche sembravano in ritirata irreversibile). Vennero inoltre esaminate altre possibili opzioni operative per la seconda metà del 1942: rafforzamento delle forze alleate nel Caucaso, nel timore di un'irruzione tedesca in Iran (operazione Velvet), sbarco in Norvegia (il vecchio piano Jupiter); appoggio diretto americano (con sei divisioni, tra cui due corazzate) alle forze inglesi in Egitto sul fronte di El Alamein.

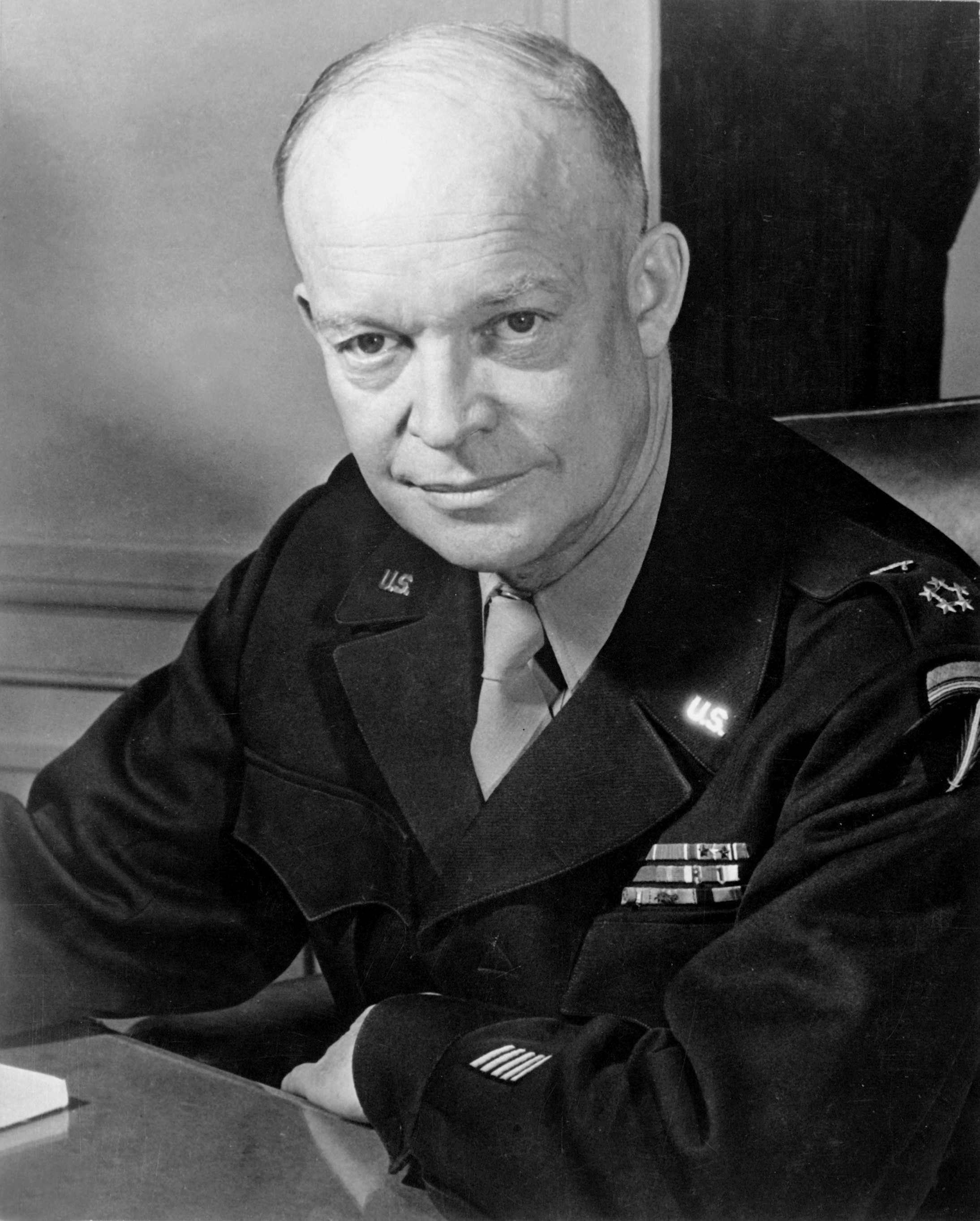
Il generale Dwight David Eisenhower, comandante supremo delle forze statunitensi in Europa nel giugno 1942 e futuro comandante dell'Operazione Overlord.

Dopo molte discussioni, accesi conflitti di valutazioni strategiche, e una definitiva opposizione britannica al "secondo fronte" in Francia nel 1942 (8 luglio), con gli accordi del 24 luglio gli ufficiali anglo-americani, fortemente supportati anche da Roosevelt, desideroso di un impegno americano in Europa evitando un ritorno nel Pacifico, come proposto per un momento da Marshall, decisero definitivamente a favore dell'opzione nord-africana (preferita da Churchill), inizialmente prevista per la fine di ottobre 1942 e denominata ora Operazione Torch. Comandante in capo dell'operazione venne designato il generale Eisenhower, giunto in Europa già a giugno 1942 insieme al suo vice, generale Mark Clark, per assumere, il 26 giugno 1942, il comando supremo di tutte le forze statunitensi nel teatro bellico.
Dal 12 al 17 agosto Winston Churchill si recò in persona a Mosca per illustrare le nuove, inattese decisioni strategiche anglo-americane, e sostenere la prevedibile reazione negativa di Stalin di fronte all'infausta notizia della rinuncia al "secondo fronte" in Europa nel 1942, sostituito da uno sbarco nel territorio francese in Nord Africa, dalla limitata efficacia nell'attirare importanti forze tedesche lontano dal Fronte orientale (operazione Bracelet).
Furono colloqui burrascosi, con accesi scontri verbali tra i due leader, inframezzati da intermezzi meno polemici e da ambigue manifestazioni di cordialità; Stalin rifiutò più volte di accettare le spiegazioni del Primo ministro riguardo alla impraticabilità del "secondo fronte" già nel 1942, e accusò i britannici di pavidità e di timidezza strategica. Churchill reagì vigorosamente ai rimproveri e finì per convincere il dittatore, almeno apparentemente, della fattibilità e dei vantaggi strategici, anche per l'Unione Sovietica, del piano Torch, da cui si poteva prevedere un crollo dell'Italia e un totale predominio alleato nel Mediterraneo.
Verosimilmente Stalin comprese l'impossibilità di cambiare le scelte anglosassoni e preferì quindi evitare una rottura completa, consapevole dell'importanza del sostegno anglo-americano. Anche i colloqui tra i generali delle due parti furono poco concludenti, i britannici (specie il generale Brooke) ipotizzarono un aiuto aereo nel Caucaso e manifestarono un certo pessimismo sulle capacità sovietica di difendere quelle regioni ed anche di resistere all'offensiva estiva tedesca, allora in pieno svolgimento. Churchill sembrò invece piuttosto convinto dalle assicurazioni di Stalin sulla solidità delle difese sovietiche e ripartì da Mosca soddisfatto per i risultati raggiunti; quanto a Stalin, comprese che l'Unione Sovietica doveva vincere da sola la sua battaglia per la sopravvivenza sul Fronte orientale nel 1942, e si dimostrò con Churchill deciso a battersi e convinto di riuscire a vincere, anche in assenza per il momento del tanto atteso "secondo fronte".

### Battaglia di Stalingrado e Operazione Torch
Durante l'estate 1942, mentre si succedevano tra gli Alleati, incontri al vertice, colloqui, scontri diplomatici, dibattiti e complesse pianificazioni riguardo all'organizzazione delle forze militari e le operazioni da programmare, l'andamento bellico concreto nei vari teatri di guerra, con i suoi esiti alterni e contraddittori influì sulle decisioni dei dirigenti politico-militari e non mancò di esacerbare ulteriormente le polemiche tra gli anglosassoni e i sovietici.

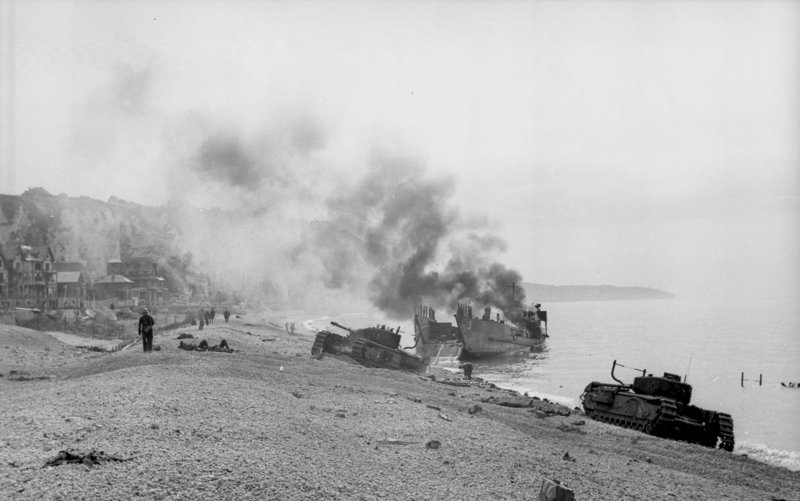
Mezzi corazzati alleati distrutti durante la disastrosa incursione di Dieppe.

Già durante gli incontri di Mosca, Churchill aveva confermato a Stalin l'interruzione, motivata dalla catastrofe occorsa al Convoglio PQ-17, quasi completamente distrutto a luglio, dei preziosi convogli dell'Artico di armi e rifornimenti, che venivano organizzati regolarmente da alcuni mesi per sostenere concretamente lo sforzo bellico sovietico, scatenando una nuova, aspra reazione di disappunto del dittatore, e accrescendo ulteriormente i sospetti dei russi riguardo a una scarsa fiducia e un pessimismo di fondo anglosassone sulla loro capacità di resistenza. Questi sospetti vennero inoltre in parte confermati dalla decisione definitiva, presa a settembre di ritirare dal Fronte orientale il contingente polacco del generale Anders, attraverso il corridoio persiano, per inviarlo a combattere con gli inglesi in Medio Oriente.
Il 19 agosto la disastrosa incursione di Dieppe diede modo a Churchill di dimostrare i rischi e i pericoli di un "secondo fronte" prematuro in Francia, contro il nucleo più solido delle difese tedesche. L'Operazione Jubilee, organizzata dal Comando Operazioni Combinate di Lord Louis Mountbatten, ideata soprattutto per attirare in una grande battaglia aerea la Luftwaffe e costringerla a richiamare reparti dal Fronte orientale, si concluse con un fallimento totale (terrestre e aereo), ma fornì comunque utili insegnamenti agli anglosassoni, principalmente riguardo alla necessità di impiegare forze molto più consistenti per ottenere un successo sulle coste francesi, e l'impossibilità tattica di attaccare direttamente porti fortificati. Dal punto di vista propagandistico sembrò confermare la proclamata inviolabilità del "Vallo Atlantico" tedesco e fornì quindi utili giustificazioni con Stalin per l'abbandono di Sledgehammer.
Infine, il 23 agosto, pochi giorni dopo la partenza di Churchill da Mosca, i panzer tedeschi raggiungevano il Volga a nord di Stalingrado, dando inizio alla fase più drammatica della grande battaglia che avrebbe attratto l'attenzione dei dirigenti alleati e dell'Asse, e anche delle opinioni pubbliche dei vari paesi, per i mesi successivi, mentre continuavano i preparativi per l'Operazione Torch e, sul fronte di El Alamein, il generale Montgomery, designato al comando in Africa dopo il famoso viaggio in Egitto di Churchill, di ritorno da Mosca, in agosto, proseguiva i suoi complessi preparativi offensivi.
Per due mesi (settembre e ottobre 1942) grandi forze tedesche e sovietiche combatterono l'aspra battaglia cittadina nelle rovine di Stalingrado; nonostante l'accanita resistenza, la Wehrmacht in alcune fasi sembrò vicina ad ottenere una vittoria decisiva e risorsero nei paesi anglosassoni seri dubbi sulla capacità di resistenza dell'Armata Rossa. Churchill parlò in privato di "agonia della Russia" e fu molto preoccupato dalla situazione nel Caucaso che avrebbe potuto minacciare le posizioni britanniche in Medio Oriente, mentre lo stesso più ottimista Roosevelt riferì a Willkie, in partenza per Mosca, dei suoi timori di un "collasso" dell'Unione Sovietica.
La seconda metà di ottobre, invece, fu caratterizzata dal fallimento finale degli incessanti attacchi tedeschi a Stalingrado, dall'irrigidimento della quasi inesauribile resistenza della 62ª Armata sovietica, asserragliata nelle rovine della città sul Volga, e dai primi inquietanti segni del concentramento di potenti forze di riserva dell'Armata Rossa sul fronte del Don, secondo i progetti di controffensiva già accuratamente programmati da Stalin e dai suoi generali fin da settembre.

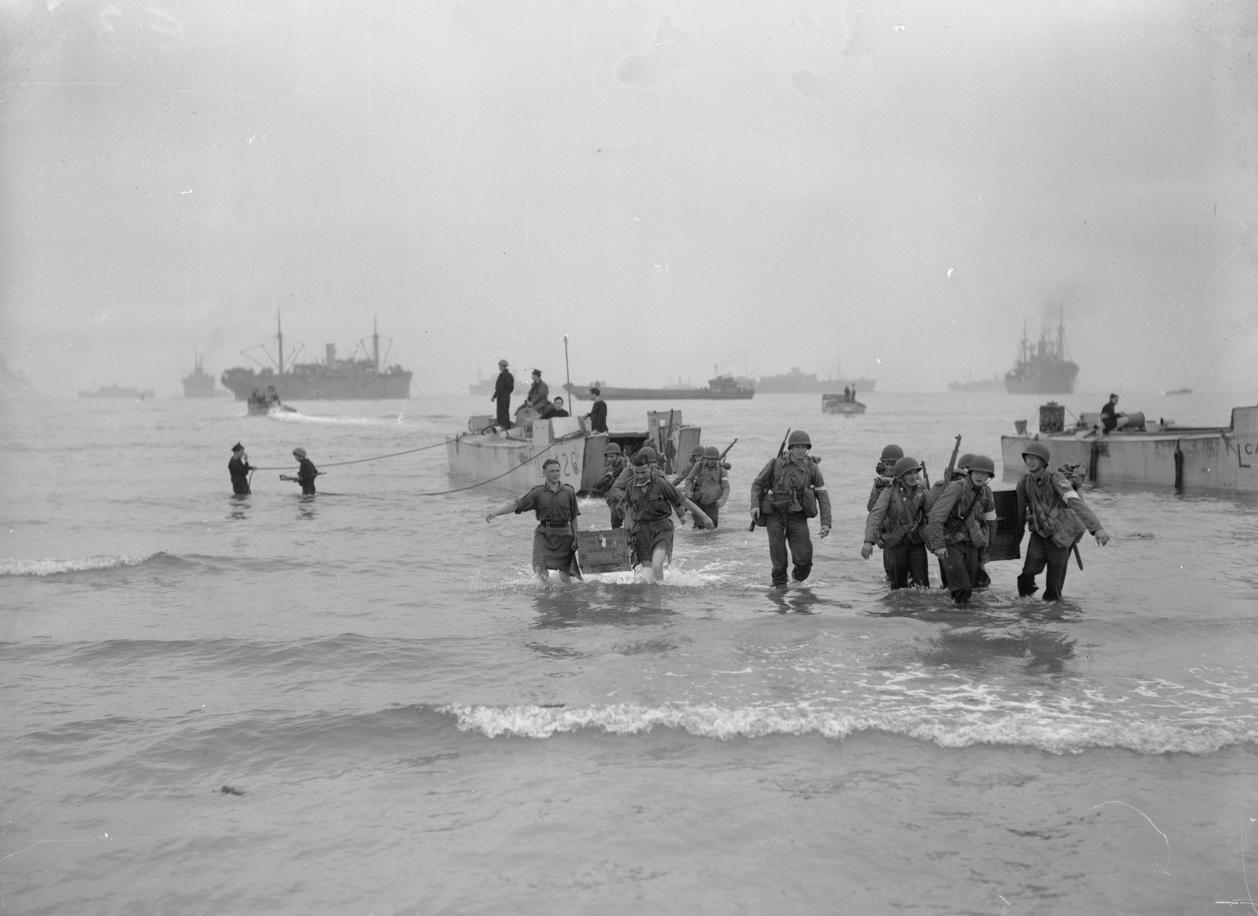
Le truppe americane sbarcano in Nord Africa (Operazione Torch).

Il 23 ottobre le forze britanniche in Egitto scatenarono l'attacco decisivo ad El Alamein (Operazione Lightfoot) che, dopo alcuni giorni di duri combattimenti, si sarebbe concluso con un grande successo alleato sul fronte africano. L'8 novembre il corpo di spedizione anglo-americano del generale Eisenhower (sei divisioni americane, di cui due corazzate, e tre divisioni britanniche) diede inizio agli sbarchi nel Nord Africa francese (Operazione Torch), dopo complesse e confuse trattative segrete con elementi dell'esercito francese favorevoli ad abbandonare il regime d'armistizio con la Germania ed a rientrare in guerra dalla parte alleata. Le autorità politico-militari italo-tedesche furono sorprese dagli eventi, e le truppe anglo-americane occuparono rapidamente, dopo una breve resistenza delle forze francesi fedeli a Vichy, il Marocco e l'Algeria, prima di avanzare anche in Tunisia.
Nonostante l'ottimismo di Hitler (discorso dell'8 novembre a Monaco), e il rapido intervento di forze italo-tedesche a Tunisi e Biserta per bloccare l'avanzata alleata da ovest, la situazione dell'Asse sul fronte mediterraneo era molto precaria, e la vittoria completa anglo-americana con la totale occupazione delle coste del Nord Africa, da Gibilterra a Suez, sembrava in vista. Sulla base di questi successi, la pianificazione alleata poté quindi ipotizzare, soprattutto su impulso americano, una rapida vittoria (entro il febbraio 1943) nel teatro meridionale e lo scatenamento di Round Up nell'agosto 1943.
Stalin, nel suo discorso del 6 novembre, aveva ironizzato sui successi alleati in Africa (conseguiti contro solo 4 divisioni tedesche, contro le quasi 200 schierate sul fronte orientale), aveva giustificato i gravi insuccessi sovietici dell'estate con la mancanza del promesso "secondo fronte" in Europa, e aveva fatto allusione a una prossima offensiva sovietica sul fronte orientale. Questo attacco (Operazione Urano) avrebbe avuto inizio il 19 novembre 1942 sul fronte del Don, e, in quattro giorni, le nuove forze meccanizzate sovietiche avrebbero accerchiato tutto il grande raggruppamento di forze tedesco schierato a Stalingrado, segnando una svolta decisiva della guerra sul fronte orientale.
La fine del 1942 fu caratterizzata dal progressivo e grave peggioramento della situazione dell'Asse sul fronte orientale, con le nuove disfatte tedesche e dei paesi alleati (italiani, rumeni e ungheresi), che provocarono gravi preoccupazioni politiche in questi stati, timori di un crollo tedesco e di un'avanzata incontrollabile dell'Armata Rossa, tentativi di un riavvicinamento con gli alleati occidentali per ricercare una pace di compromesso(ipotesi completamente esclusa da Hitler, deciso alla "guerra totale", ed anche da Mussolini, maggiormente favorevole ad un accordo con l'Unione Sovietica per ritirare l'esercito tedesco da est e rischierarlo sul fronte mediterraneo.).
Si verificò, invece, un significativo rallentamento dell'avanzata anglo-americana in Tunisia (mentre l'armata del generale Montgomery continuava la sua lenta marcia da est), e quindi si ripresentarono i contrasti anglo-americani sulla pianificazione strategica successiva al riuscito sbarco in Nord-Africa.
Fin dal 23 dicembre, alcuni generali americani proposero la chiusura immediata del fronte africano per concentrarsi sulla operazione Round Up, temendo, a ragione, che un ulteriore prolungamento ed espansione delle operazioni nel Mediterraneo avrebbe compromesso le possibilità di aprire un "secondo fronte" in Europa, anche nel 1943. Del resto, Churchill, Brooke e i generali inglesi mantenevano grandi riserve sul piano Round Up e ritenevano molto più opportuno sfruttare le vittorie africane per attaccare il churchilliano "ventre molle" dell'Asse, rappresentato dal debole alleato italiano.
In realtà, le concezioni anglo-americane divergevano sul concetto stesso di "secondo fronte", ritenuto dai britannici solo il "colpo di grazia" da infliggere al momento opportuno ad un Terzo Reich già gravemente debilitato, al contrario degli americani, che lo intendevano invece come la "grande battaglia decisiva" contro il centro nevralgico della potenza nemica.

## 1943: Ulteriore rinvio del Secondo fronte e incontro di Teheran
(Frase ironica di Stalin, pronunciata alla vigilia dello sbarco, riguardo ai presunti timori alleati di affrontare i tedeschi e i continui rinvii dell'apertura del Secondo fronte in Europa)

### La conferenza di Casablanca
In un primo momento, nel dicembre 1942, Churchill aveva assunto una posizione più ottimistica e, apparentemente, aveva sostenuto la necessità di non rimanere agganciati al solo fronte mediterraneo, ma di continuare a organizzare e a pianificare la prevista Operazione Round Up per il mese di agosto 1943. Il Primo ministro, infastidito dalle continue difficoltà poste dal generale Brooke e da altri generali ai suoi progetti strategici, e cosciente delle necessità di confermare le assicurazioni fornite a Stalin (sollecitato in questo senso anche dall'ambasciatore inglese a Mosca, Archibald Clark Kerr), fu convinto solo dopo alcune discussioni dai suoi consiglieri militari ad abbandonare il progetto Round Up e a rinviare ancora l'apertura del "secondo fronte" in Europa.
Brooke e i suoi generali ritenevano più utile sfruttare la prevista vittoria africana con un'invasione della Sicilia o della Sardegna per premere sull'Italia e favorirne il crollo; inoltre ritenevano ancora pericoloso uno sbarco in Francia, a causa delle nuove perdite di naviglio mercantile nella battaglia dell'Atlantico, alla prolungata resistenza italo-tedesca in Tunisia, che faceva prevedere notevoli difficoltà per completare la vittoria in Nord Africa (con conseguente slittamento dei tempi previsti dalla pianificazione), alle carenze di mezzi da sbarco e soprattutto di effettivi (a causa della debolezza dell'esercito britannico e dei ritardi nella costituzione delle nuove divisioni americane).
In presenza degli inaspettati e grandi successi sovietici che facevano ritenere addirittura possibile un crollo tedesco all'est, Brooke riteneva non più urgente un "secondo fronte" in Europa, procrastinabile ancora, in attesa di un ulteriore indebolimento tedesco e di un collasso del suo sistema di alleanze. Churchill venne infine convinto dalle complesse elaborazioni dello stato maggiore imperiale, che stravolgevano il programma anglo-americano stabilito nel luglio 1942.

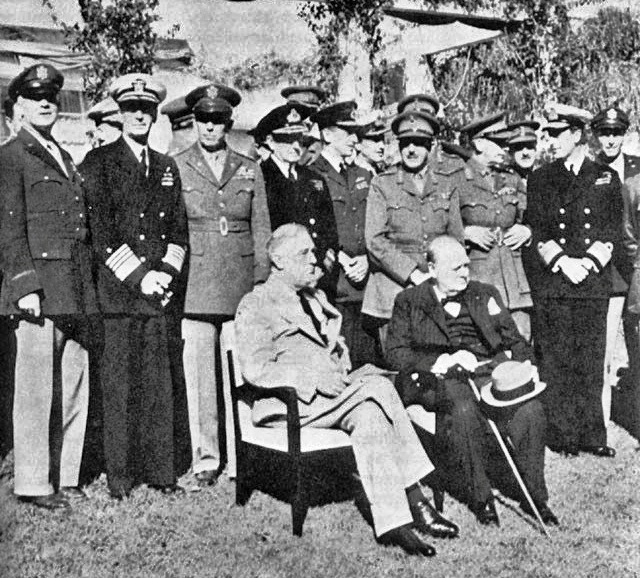
Roosevelt e Churchill durante la conferenza di Casablanca. Alle loro spalle si riconoscono, da sinistra: il generale Henry H. Arnold, l'ammiraglio Ernest King, il generale George Marshall, l'ammiraglio Dudley Pound, il generale Charles Portal, il generale Alan Brooke, il generale John Dill.

La successiva conferenza anglo-americana di Casablanca, con la presenza di Churchill e Roosevelt (14-27 gennaio 1943), ebbe grande importanza per le successive scelte strategiche alleate, mettendo di fronte gli esperti inglesi e americani, con idee molto diverse sui progetti e le operazioni da effettuare nel corso del 1943. Stalin, invitato a parteciparvi, rifiutò di prendervi parte, adducendo la delicatezza delle operazioni in corso sul fronte est (si era nel pieno della fase finale della battaglia di Stalingrado) che non gli permettevano di allontanarsi dal teatro di guerra; in realtà, egli era anche irritato dalle nuove difficoltà poste al "secondo fronte" dagli inglesi, malgrado le ripetute promesse esplicitamente fatte da Churchill e Roosevelt in precedenza.
I colloqui tra gli ufficiali anglo-americani del Combined Chiefs of Staff si succedettero per giorni durante la conferenza; i britannici, più coesi ed esperti, e già forniti di una ricca documentazione e di numerosi memorandum per sostenere le loro posizioni contrarie ad un "secondo fronte" in Francia nel 1943, riuscirono alla fine, malgrado la forte resistenza e i dubbi del generale Marshall, a imporre le loro opinioni strategico-operative.
Gli ufficiali americani si dimostrarono meno preparati e documentati, lo stesso Eisenhower mise in evidenza la necessità di forze molto più cospicue (al momento non disponibili) per attaccare con successo il Vallo Atlantico, mentre l'ammiraglio King, sempre desideroso di un ritorno offensivo nel Pacifico, non si oppose fino in fondo alle meno impegnative operazioni nel Mediterraneo, che richiedevano un minor impiego di mezzi navali. Infine, il generale Arnold, convinto della possibilità di condurre una guerra aerea strategica decisiva contro la Germania con l'impiego dei nuovi bombardieri pesanti statunitensi, si mostrò convinto dell'inutilità di un'offensiva terrestre in Francia.
Di fronte alla scarsa coesione dei capi di stato maggiore americani, Brooke e i suoi colleghi, sostenuti dall'eloquenza di Churchill, riuscirono a ottenere il rinvio di Round Up e l'approvazione, dopo la fine delle operazioni in Africa, dell'Operazione Husky (sbarco in Sicilia), preferita all'invasione della Sardegna principalmente per la maggiore vicinanza alle coste africane, e quindi alle basi aeree alleate.
Al termine della conferenza le decisioni finali riguardarono, oltre all'approvazione di Husky, la condotta della battaglia dell'Atlantico, la guerra aerea (direttiva del 19 gennaio 1943 per l'organizzazione di un "secondo fronte nell'aria" contro l'Europa occupata, da cui ci si aspettava un crollo del morale della popolazione tedesca e la distruzione delle risorse industriali della Germania), il potenziamento dei rifornimenti di armi e materiali all'Unione Sovietica, e infine la costituzione di potenti forze anglo-americane in Inghilterra, in vista di uno sbarco in Francia, "non appena le circostanze lo renderanno possibile".
Oltre a queste importanti decisioni strategiche, durante la conferenza Churchill e Roosevelt approvarono una clamorosa dichiarazione che affermava esplicitamente l'obiettivo alleato di ottenere una "resa incondizionata" delle potenze del Tripartito. Per quanto, secondo alcuni storici, la dichiarazione potrebbe aver avuto un effetto controproducente, galvanizzando la resistenza tedesca e giapponese, all'epoca, nel pensiero soprattutto di Roosevelt, la chiara affermazione di principio fu utile a tranquillizzare Stalin, evidenziando la ferma decisione angloamericana di combattere, malgrado i ripetuti rinvii, e servì anche a spegnere sul nascere le numerosi voci di trattative segrete con gli Alleati occidentali delle piccole potenze "satelliti" dell'Asse (Romania, Ungheria, Finlandia) e anche di esponenti minori tedeschi e italiani, per ottenere una pace separata all'ovest, a spese dell'Unione Sovietica.

### Contrasti alleati e decisione diOverlord
Le sorprendenti decisioni strategiche anglo-americane stabilite a Casablanca vennero comunicate a Stalin già il 26 gennaio e, con il loro contenuto deludente per il dittatore, sempre in attesa del grande sbarco alleato in occidente, provocarono un rude scambio epistolare tra i "Tre Grandi". Stalin rifiutò di considerare con favore i nuovi progetti alleati e chiese precisazioni sui tempi e i modi delle previste "operazioni attive" illustrate da Churchill. Ben presto, probabilmente, si rese conto dell'inevitabile nuovo rinvio del "secondo fronte", e quindi passò a polemizzare sulla presunta debolezza e inerzia alleata in Tunisia (le forze americane stavano subendo una serie di sconfitte contro le esperte truppe tedesche), che avrebbe favorito importanti trasferimenti di riserve tedesche sul fronte orientale.
Alla metà di febbraio 1943, mentre era in corso la impressionante offensiva generale sovietica nel settore meridionale del fronte est, che minacciava di provocare un crollo definitivo delle difese tedesche, Stalin e Churchill dibatterono ancora aspramente, mentre Roosevelt si affrettò ad enfatizzare i successi sovietici con un messaggio altamente elogiativo indirizzato all'Armata Rossa nel giorno della forza armata, il 23 febbraio 1943.
Quello stesso 23 febbraio 1943, tuttavia, Stalin, conscio della situazione ancora difficile, era in pieno svolgimento la controffensiva tedesca di Char'kov che avrebbe inaspettatamente bloccato e respinto con gravi perdite le stremate forze sovietiche, sottolineò invece, nel suo discorso pubblico, come la "lotta fosse appena cominciata", e il 16 marzo (dopo nuove sconfitte che avevano messo in grave difficoltà i sovietici nel settore meridionale) dichiarò apertamente al presidente che l'apertura di un vero "secondo fronte" era di cruciale importanza per l'Unione Sovietica, in vista della nuova campagna estiva.

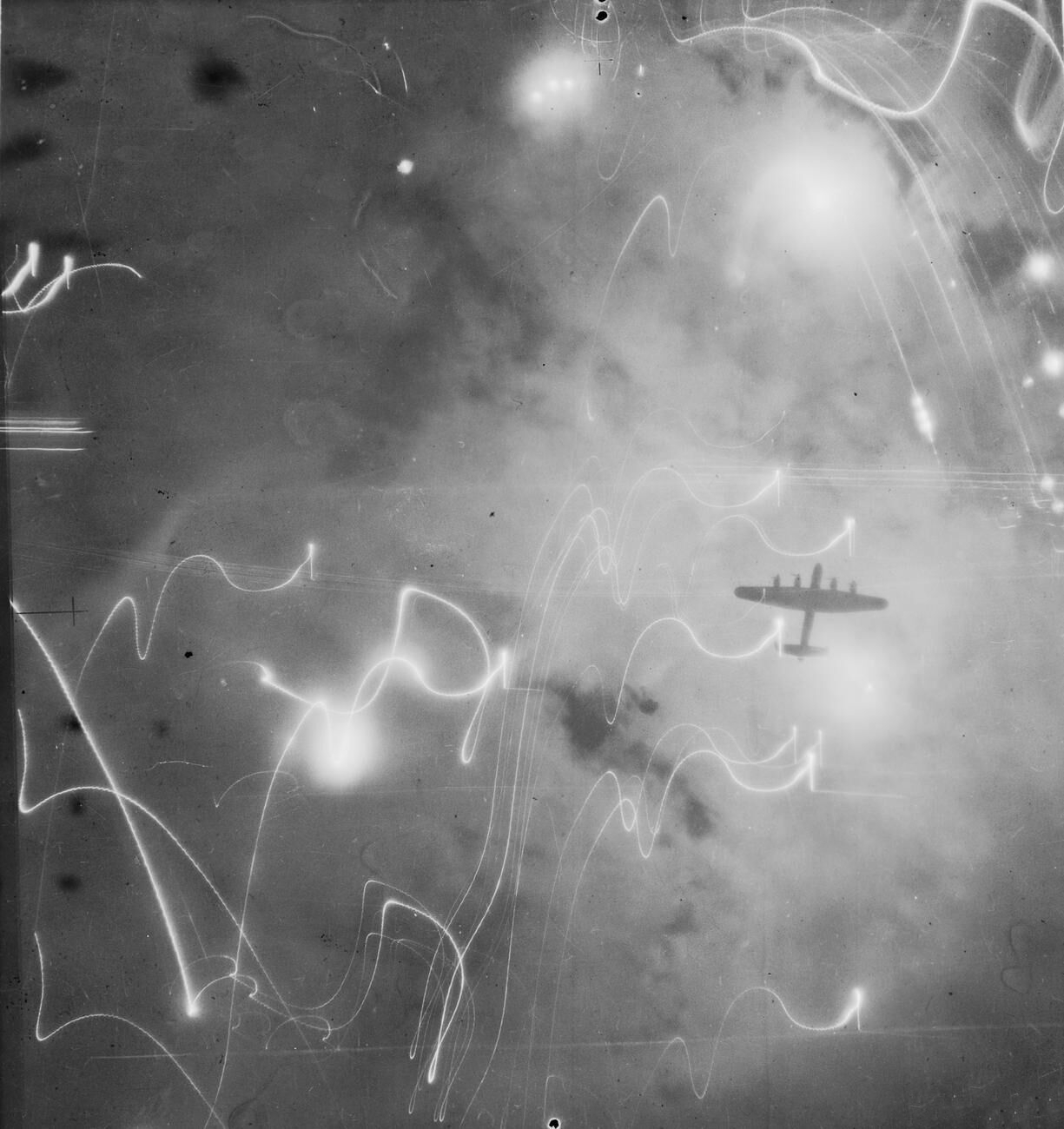
Bombardieri notturni britannici durante l'attacco ad Amburgo (Operazione Gomorra).

Contemporaneamente a questi burrascosi scambi di messaggi, anche gli ambasciatori alleati a Mosca, Standley e Kerr, sottolineavano con i loro dirigenti la necessità di accelerare l'intervento diretto alleato in Europa per alleviare il peso della guerra sull'Unione Sovietica e, soprattutto, per evitare una catastrofica mancanza di fiducia, anche dell'opinione popolare sovietica, nei riguardi delle promesse e della serietà anglosassone. Anche Roosevelt condivideva questi apprezzamenti e temeva conseguenze politiche anche nel dopoguerra da un'eventuale disgregazione della "Grande Alleanza", mentre gli ambasciatori Majskij e Litvinov proseguivano la loro campagna propagandistica con le opinioni pubbliche alleate a favore del sostegno alla guerra sovietica.
I capi anglo-americani, mentre proseguivano i preparativi per Husky, ottenevano importanti successi nella guerra contro gli U-Boot (maggio 1943), e incrementavano la guerra aerea con il crescente afflusso di bombardieri pesanti americani idonei ad attacchi ad alta quota in formazione durante il giorno, in aprile costituirono finalmente un primo comando unificato per studiare i dettagli, i problemi e i piani del "secondo fronte", iniziare a risolvere le difficoltà pratiche e fare le scelte operative decisive. Il generale britannico Frederick E. Morgan venne nominato COSSAC (chief of staff, supreme allied commander, designate, capo di stato maggiore del comandante supremo alleato, che non era stato ancora designato), e iniziò, coadiuvato dal generale statunitense Ray Barker e da valenti collaboratori, un'utile ed efficiente pianificazione dell'operazione.
Nel frattempo, proseguiva la costituzione e l'afflusso in Inghilterra delle nuove divisioni americane (Operazione Bolero); a causa di carenze di trasporti navali, di difficoltà organizzative ma, soprattutto, per l'andamento imprevisto delle operazioni in Europa, caratterizzate dalla durissima lotta sul fronte orientale che impegnava e dissanguava la gran parte della Wehrmacht (nel 1943 oltre 200 divisioni, con 33 Panzer-Divisionen o divisioni Panzergrenadier, erano impegnate all'est), e rendeva superflua la costituzione di enormi forze terrestri statunitensi, il generale Marshall e i pianificatori americani, decisero di ridurre le divisioni attive americane a 90 (invece delle previste 215), con solo 16 divisioni corazzate (invece di 61), ma con un grande incremento delle forze aeree dell'USAAF (ben 273 gruppi da combattimento invece di 100, con oltre 60.000 aerei).
Durante la nuova conferenza anglo-americana di Washington (Trident: 15-27 maggio 1943), nell'atmosfera ottimistica seguita alla resa italo-tedesca in Africa (7 maggio) vennero finalmente prese le prime decisioni positive riguardo al "secondo fronte"; i capi di stato maggiore riuniti stabilirono una data limite nel 1º maggio 1944 e decisero di limitare l'impegno mediterraneo, dopo la conquista della Sicilia, a un'eventuale invasione dell'Italia meridionale per acquisire basi aeree utili per bombardare la Germania meridionale e l'Austria. Non mancarono però nuovi contrasti; i britannici moltiplicarono le difficoltà, esagerarono molto le necessità di naviglio e ipotizzarono una possibile offensiva nei Balcani con coinvolgimento della Turchia.

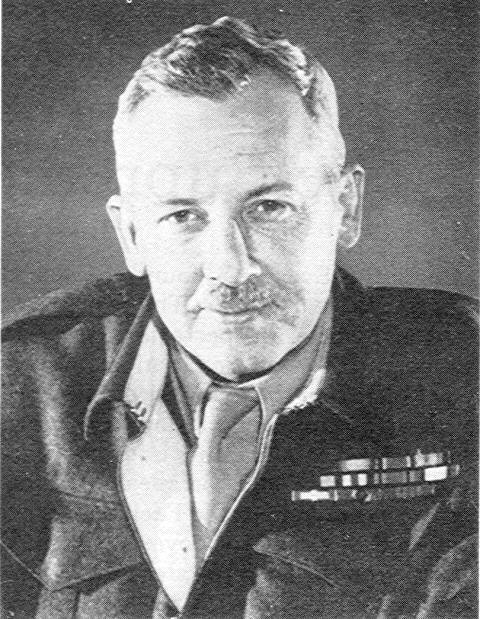
Il generale britannico Frederick E. Morgan, il capace COSSAC, che risolse i primi problemi del piano Overlord.

Grazie alle capacità del generale Morgan e all'impegno americano, intanto, proseguivano i primi studi dettagliati che diedero buoni risultati in luglio: in questo periodo venne presa la fondamentale decisione sul luogo dello sbarco, individuato nelle coste della Normandia orientale e del Cotentin, ritenute meno difese del Passo di Calais, e sufficientemente vicine per permettere l'azione dei caccia alleati decollati dall'Inghilterra. Venne anche scelto il nome in codice dello sbarco, al posto di Round Up: Operazione Overlord, e venne delineato un piano di attacco con tre divisioni in prima ondata, due in secondo scaglione, e due divisioni aviotrasportate. Il COSSAC progettò anche un piano Rankin, nel caso di un crollo subitaneo del Terzo Reich, che prevedeva un intervento d'urgenza di forze alleate aviotrasportate in Germania per anticipare l'arrivo dei russi da est.
Mentre nel campo anglo-americano si concretizzavano i primi passi verso un vero "secondo fronte", i rapporti tra gli alleati occidentali e i sovietici vissero nuovamente periodi molto difficili e l'alleanza diede segni di grave indebolimento nel periodo aprile-luglio 1943, caratterizzato da una lunga inattività sul fronte orientale. Fu il periodo più nebuloso e problematico della "Grande Alleanza", costellato di voci e sospetti reciproci su paci separate e accordi segreti con la Germania. Il 1º maggio Stalin, in realtà, aveva liquidato queste voci come tentativi tedeschi di creare dissapori nella coalizione, e aveva ribadito la sua volontà di ottenere la vittoria totale "insieme agli alleati occidentali", ma, a partire dal 4 giugno 1943 (comunicazione di Churchill a Stalin dell'abbandono del piano "Round Up" previsto per agosto) infuriò un nuovo scontro epistolare tra i due leader.
Stalin ripeté le sue accuse di inerzia alleata, sottolineò le "eccezionali difficoltà" dell'Unione Sovietica, abbandonata a combattere "una guerra solitaria" contro il potente nemico, e considerata un alleato di secondo rango. Churchill si definì "imperturbato" dalle accuse del capo sovietico ed elencò i molteplici impegni, su numerosi fronti, degli alleati, gli enormi aiuti materiali forniti ai sovietici, e i risultati già raggiunti in molti teatri operativi. Con Roosevelt i rapporti furono migliori, il Presidente allertò Stalin sulla imminente nuova offensiva estiva tedesca e assicurò il suo impegno per sostenere la Russia.

### I tre grandi a Teheran
(Domanda rivolta da Stalin a Roosevelt e a Churchill, durante la seduta del 29 novembre della conferenza di Teheran)
A dispetto delle confuse e ambigue voci di trattative segrete tra tedeschi e sovietici (tentativi di mediazione giapponesi e svedesi) e tra tedeschi e alleati (voci di sondaggi del Vaticano e di emissari della resistenza tedesca con Allen Dulles in Svizzera), la guerra stava per riesplodere sul fronte orientale; Il 6 luglio 1943, aveva inizio la grande battaglia di Kursk; nei successivi mesi si sarebbero combattute numerose, aspre e sanguinose battaglie. La cosiddetta "guerra profonda", combattuta nella torrida steppa estiva, avrebbe segnato nuove vittorie sovietiche (pur a costo di gravi perdite) e grandi avanzate dell'Armata Rossa verso ovest. Stalin, rassicurato dalle continue vittorie, parlò in autunno di "perelom" (svolta decisiva) e di possibilità di "accorciare la guerra". Nonostante i successi e la liberazione di gran parte dei territori sovietici occupati, Stalin, pur rassicurando i suoi generali sulla capacità dell'Armata Rossa di vincere la guerra con la Germania anche da sola (alcuni esponenti del ministero degli esteri sovietico giunsero fino al punto di auspicare un rinvio del "secondo fronte" per permettere ulteriori avanzate sovietiche verso l'Europa centrale), continuò a lamentare le sue difficoltà con i suoi alleati e a sollecitare chiarimenti definitivi sul secondo fronte, e precisi tempi di esecuzione.

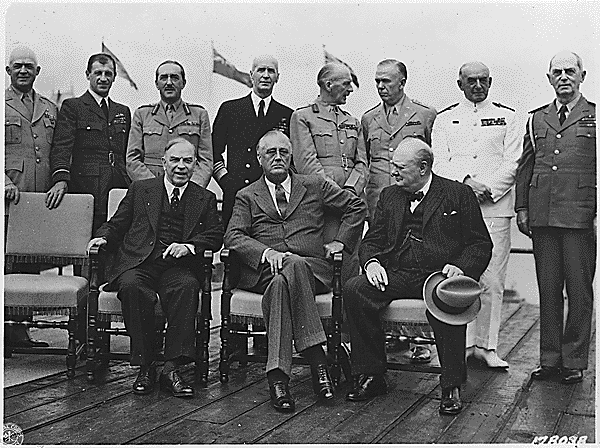
I partecipanti alla conferenza di Quebec in cui sarebbe stata decisa definitivamente l'Operazione Overlord; il primo ministro canadese Mackenzie King, Roosevelt e Churchill sono seduti. In piedi da sinistra, il generale Arnold, il maresciallo dell'aria Portal, il generale Brooke, l'ammiraglio King, il generale Dill, il generale Marshall, l'ammiraglio Pound e l'ammiraglio Leahy.

Durante le grandi battaglie sul fronte est, che impegnavano milioni di soldati e migliaia di carri armati e di aerei delle due parti, le operazioni alleate nel teatro mediterraneo ebbero pieno successo: l'Operazione Husky (10 luglio) si concluse vittoriosamente il 17 agosto con la conquista della Sicilia, influendo anche sulle operazioni sul fronte est, e favorendo in modo decisivo la caduta di Mussolini (25 luglio) e il successivo armistizio italiano (stipulato il 3 settembre e annunciato l'8). La successiva sbarco a Salerno (9 settembre), nonostante molte difficoltà iniziali, si concluse con la ritirata tedesca a nord di Napoli, sulla linea Gustav, e gli alleati poterono insediarsi nella penisola, pur rallentati dalla abile difesa delle circa 20 divisioni tedesche schierate nella penisola.
Dal 17 al 24 agosto, si era svolta l'importante prima conferenza di Québec (Quadrant) che aveva fissato definitivamente gli elementi fondamentali del "secondo fronte"; l'Operazione Overlord fu confermata per il 1º maggio 1944, i capi americani respinsero gli utopistici e tecnicamente irrealizzabili piani del Primo ministro inglese per una grande offensiva nei Balcani, venne pianificato il ritiro dal fronte mediterraneo, entro novembre, delle sette divisioni migliori anglo-americane per impiegarle in Overlord; si previde infine un secondo sbarco, di sostegno a Overlord, in Francia sulla costa della Provenza contemporaneamente all'attacco in Normandia, con una parte delle forze alleate schierate in Italia (Operazione Anvil).
Soprattutto, Roosevelt e i capi di stato maggiore americani rivendicarono e ottennero il comando supremo di Overlord, non ritenendo i generali britannici (Churchill in precedenza aveva promesso il comando supremo del "secondo fronte" al generale Brooke) sufficientemente energici e ottimisti, a causa anche delle negative esperienze storiche di Passchendaele e Dunkerque, per assicurare il successo dello sbarco. Il presidente Roosevelt, che in un primo momento pensò di assegnare il comando supremo al generale Marshall, era cosciente della necessità di accelerare i tempi dell'operazione, per anticipare una probabile avanzata sovietica nel cuore dell'Europa, e per evitare l'entrata in azioni di possibili armi segrete del nemico (peraltro fin dal giugno 1942 proseguiva negli Stati Uniti il progetto Tube Alloys, poi Manhattan, per la bomba atomica).
Dopo un incontro preliminare a Mosca tra i Ministri degli esteri delle tre potenze (19-30 ottobre 1943), che si svolse in un'atmosfera amichevole e venne dedicato principalmente alle prime discussioni sugli assetti territoriali post-bellici, alla conferma della formula della "resa incondizionata", e ai primi accenni alla futura organizzazione internazionale per il mantenimento della Pace, i Tre Grandi finalmente si incontrarono a Teheran (una località imposta da Stalin, desideroso di non allontanarsi troppo dall'Unione Sovietica) dal 28 novembre al 1º dicembre 1943, in una atmosfera tesa, resa particolarmente ambigua anche dalle voci di complotti tedeschi e di squadre di commando presenti sul posto per uccidere i tre capi (voci da cui prese pretesto Stalin per invitare il presidente Roosevelt nella più sicura ambasciata sovietica, allontanadolo, anche fisicamente, da Churchill).

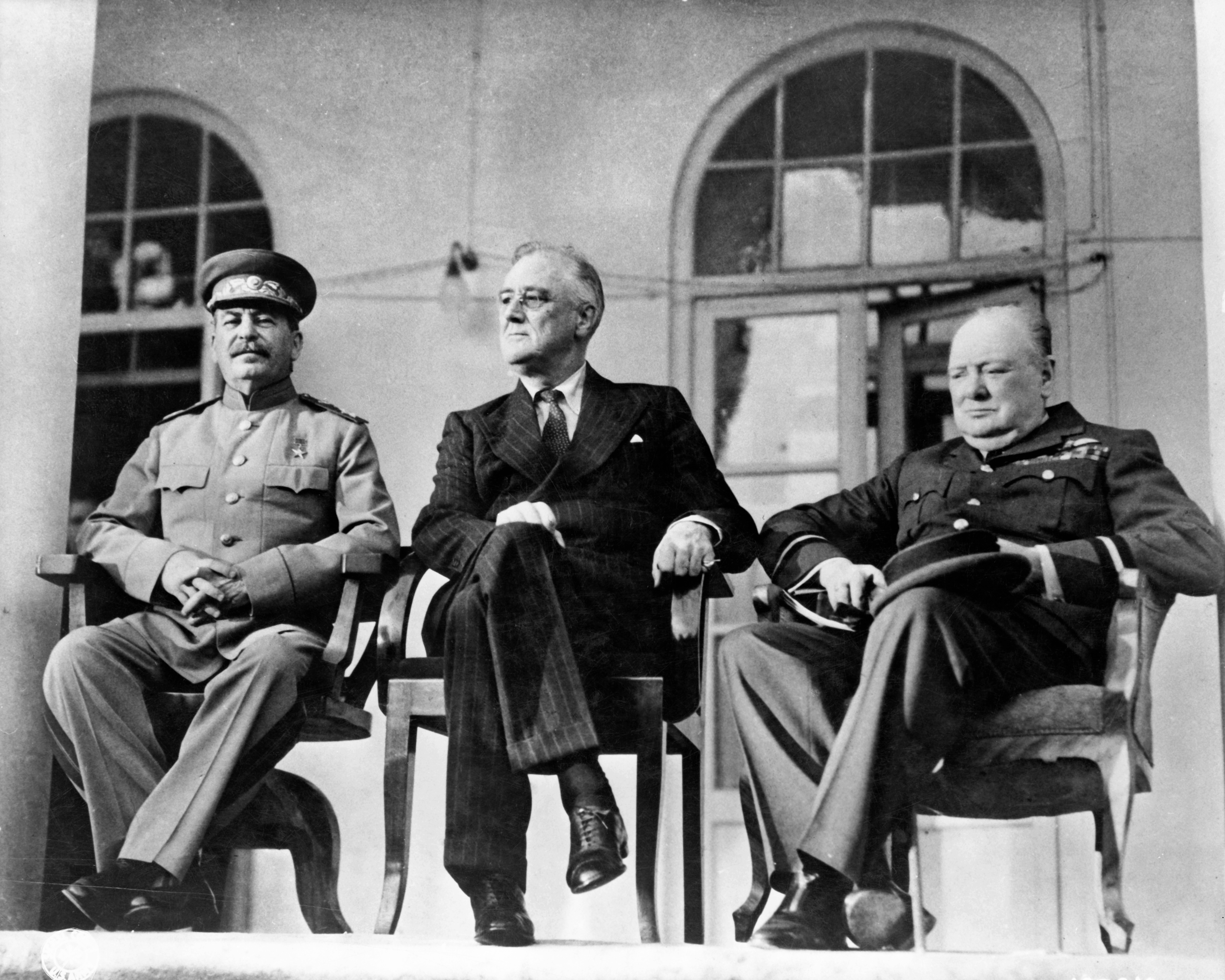
Stalin, Roosevelt e Churchill a Teheran.

I colloqui ebbero un andamento alterno; Churchill tornò a presentare la sua variante balcanica del "secondo fronte", sollecitando una prosecuzione ed un ampliamento delle operazioni alleate in Italia e nel Mediterraneo (anche a scapito di un nuovo rinvio o una cancellazione di Overlord), Stalin ebbe reazioni violente a questi tentativi britannici, e, appoggiato energicamente da Roosevelt, Marshall e i generali americani, stanchi delle tergiversazioni e delle continue complicazioni inglesi, ignorò completamente questi piani, svalutò l'importanza del fronte italiano, e impose l'esecuzione di Overlord come stabilito, e anche di Anvil, considerata un utile complemento all'operazione principale.
Roosevelt appoggiò Stalin e cercò di stabilire con il dittatore una simpatia reciproca, sperando di mitigarne le pretese politico-diplomatiche. Il capo sovietico promise un intervento diretto sovietico nella guerra con il Giappone, dopo la resa della Germania (con gran soddisfazione dei generali americani), ma mise in difficoltà il Presidente con la sua richiesta di conoscere almeno il nome del comandante in capo designato per Overlord. Roosevelt, sul momento, diede una risposta evasiva, ma proclamò solennemente che il "secondo fronte" sarebbe stato aperto nei tempi e nei modi stabiliti. Stalin apparve finalmente rassicurato, anche se, a fine conferenza, parlò ancora ambiguamente del morale dell'Armata Rossa, delle incredibili perdite che subivano i suoi eserciti per sconfiggere le forze tedesche e liberare i territori occupati (al cui confronto quelle alleate erano "insignificanti"), e della "stanchezza sovietica della guerra", che bisognava alleviare al più presto con un intervento in forze anglo-americano in Europa.
Malgrado l'atmosfera euforica di Teheran tra sovietici e americani, a scapito dei delusi britannici e di Churchill, sempre timorosi di un "bagno di sangue" contro il "Vallo Atlantico", ancora a fine dicembre, mentre continuavano duri e alterni combattimenti invernali sul fronte orientale e sul fronte italiano gli alleati erano completamente bloccati, Stalin orchestrò la sua campagna propagandistica con le famose "voci dal Cairo" (su presunte trattative anglo-americane in Spagna con i tedeschi) per infastidire gli alleati e spronarli ad evitare nuove complicazioni sul "secondo fronte".

## 1944: Organizzazione delle forze alleate e pianificazione definitiva
(Direttiva del generale Marshall al generale Eisenhower, prima dell'inizio dell'Operazione Overlord)

### Il generale Eisenhower e lo SHAEF
A metà dicembre 1943, il Presidente Roosevelt, di ritorno da Teheran e dal Cairo, dove durante una nuova conferenza con Churchill si era deciso di annullare una serie di inutili operazioni di sbarco in Estremo Oriente (Operazione Buccaneer), dirottando una parte dei mezzi navali in Europa per rafforzare il piano Overlord, convocò a Tunisi il generale Eisenhower, comunicandogli la sua decisione di nominarlo comandante in capo delle forze combinate alleate assegnate per il "secondo fronte" in Europa. Il Presidente aveva infine deciso, dopo molte discussioni, di rinunciare all'auspicata nomina, in quel prestigioso incarico, del generale Marshall, ritenuto indispensabile come Capo di Stato maggiore generale a Washington, scegliendo quindi l'esperto e affabile Eisenhower, considerato in grado di collaborare proficuamente con i generali britannici.

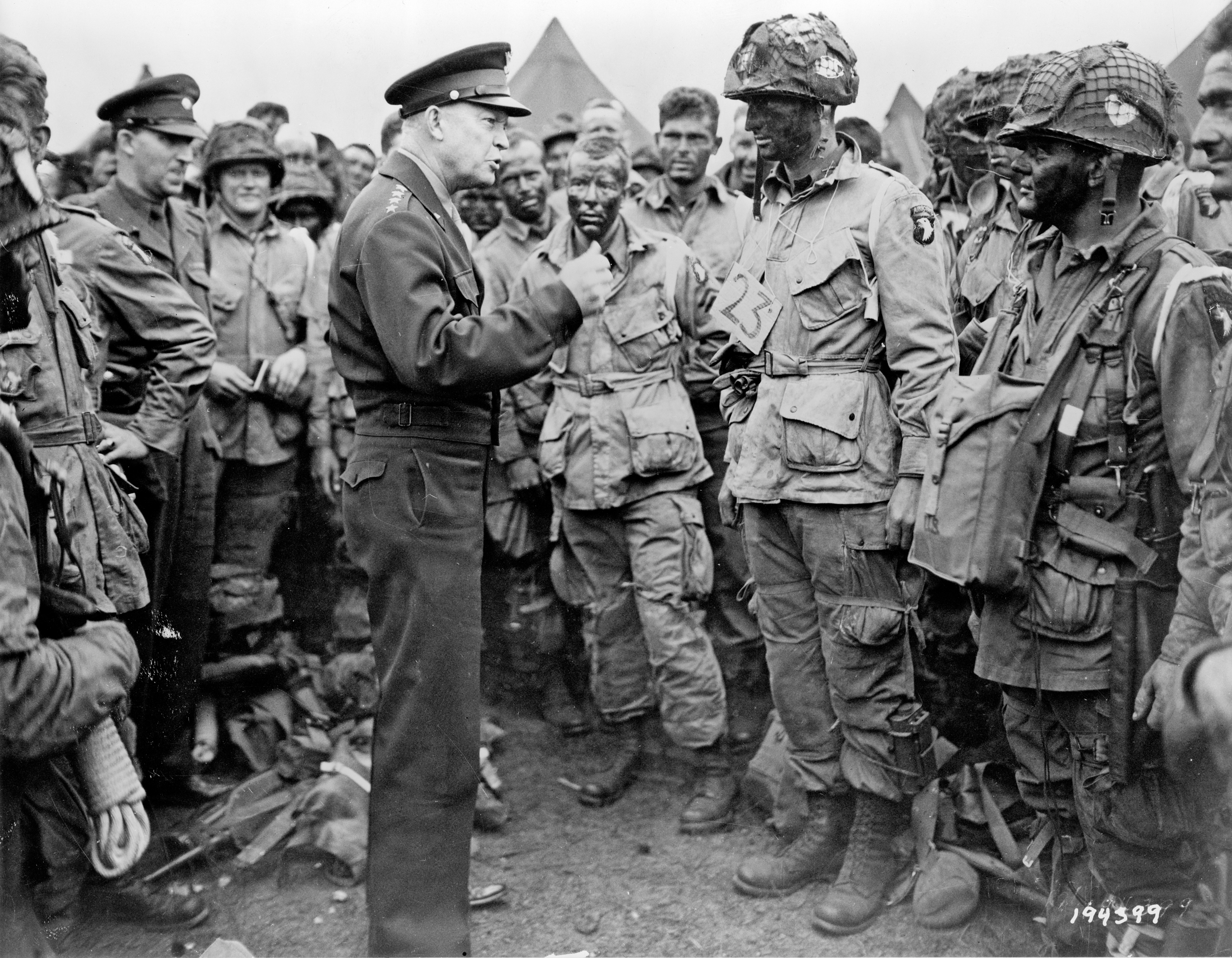
Il generale Eisenhower parla con alcuni paracadutisti statunitensi il 5 giugno 1944, giorno prima del D-Day.

La nomina venne comunicata ufficialmente il 24 dicembre (con piena soddisfazione anche di Stalin), e ai primi di gennaio 1944, Eisenhower si trasferì a Londra, assumendo il 15 gennaio il comando della nuova struttura organizzata per dirigere le enormi forze assegnate al piano Overlord, lo SHAEF, che avrebbe sostituito il disciolto COSSAC. Il capace generale Morgan, che aveva svolto un enorme e valido lavoro iniziale, venne sostituito dal capo di stato maggiore di Eisenhower, generale Walter Bedell Smith, mentre, sempre in gennaio, ritornò in Inghilterra anche il generale Montgomery, destinato ad assumere il comando delle forze terrestri alleate nella prima fase delle operazioni sulla costa della Normandia. Sul fronte Mediterraneo, destinato ad essere declassato a fronte secondario, Eisenhower venne sostituito dal generale britannico Henry Maitland Wilson.
In questo primo periodo Eisenhower e Montgomery lavorarono in armonia, e si accordarono per un ampliamento degli obiettivi iniziali dell'operazione di sbarco in Francia ed un sostanziale incremento delle forze da impiegare nella prima fase. Le aree costiere di sbarco vennero aumentate (pianificazione delle spiagge "Utah" e "Sword", inizialmente non previste), mentre le divisioni della prima ondata salirono da tre a cinque, con una riserva imbarcata disponibile di altre sette divisioni (invece di due); inoltre le divisioni aviotrasportate in azione divennero tre (invece di due).
Sorse quindi la necessità di aumentare i mezzi da sbarco disponibili e si rese inevitabile un rinvio dell'operazione dal 1º maggio al 1º giugno 1944, per permettere l'afflusso di altre imbarcazioni; inoltre l'Operazione Anvil, ritenuta dal generale Eisenhower di indispensabile importanza per dividere le forze tedesche, dovette essere rinviata a luglio-agosto, dopo il consolidamento della testa di ponte in Normandia. In questa fase venne anche deciso il piano di guerra aerea, preliminare a Overlord (Operazione Pointblank), diretto a devastare la rete di comunicazioni stradali e ferroviarie tedesche in Francia (anche a scapito della popolazione civile francese), ed a impegnare in grandi battaglie aeree le forze da caccia tedesche richiamate da altri fronti; il piano avrebbe avuto uno straordinario successo, e gli alleati avrebbero ottenuto una completa superiorità aerea, di importanza decisiva per assicurare il successo delle operazioni.

### Ultime incertezze britanniche
Mentre proseguivano con energia ed efficienza i giganteschi preparativi richiesti dalla complessa Operazione Overlord, e continuava l'afflusso del naviglio richiesto e delle forze americane provenienti dagli Stati Uniti, sul fronte italiano e sul fronte orientale durante l'inverno erano in corso nuove aspre battaglie. Sul fronte est, l'Armata Rossa sferrò grandi operazioni offensive nei settori settentrionali e meridionali, e ottenne notevoli successi, nonostante il clima invernale e le difficoltà del terreno, costringendo i tedeschi ad abbandonar l'intera Ucraina e a ripiegare in Romania e nei Paesi Baltici.
Le perdite delle due parti furono altissime e lo stesso Hitler fu costretto a richiamare nuovamente importanti forze di riserva corazzate accantonate all'ovest, in attesa dello sbarco alleato, per puntellare il franante fronte orientale. Inizialmente il Führer aveva deciso, con la sua famosa direttiva N. 51 del 3 novembre 1943, di dare la priorità al rafforzamento del Fronte occidentale in attesa dell'"invasione" alleata, mediante l'afflusso di forze di riserva mobili e il potenziamento del fortificazioni del Vallo Atlantico, anche a scapito degli altri fronti.

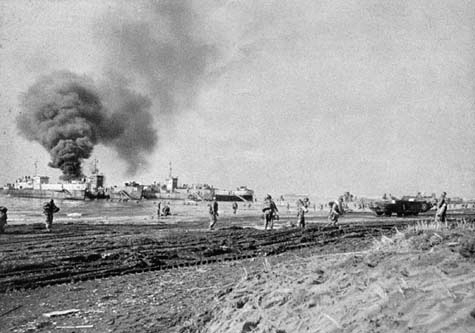
Truppe alleate sbarcate ad Anzio, durante la deludente Sbarco di Anzio.

Nella realtà concreta, la precaria situazione sul fronte est impedì una reale applicazione della direttiva e, ancora il 1º giugno 1944 alla vigilia dello sbarco, la Wehrmacht avrebbe schierato la grande maggioranza delle sue forze sul fronte orientale (239 divisioni con 2.850.000 uomini, rinforzati da oltre 500.000 soldati dei "satelliti" della Germania, con 4.700 carri armati - 30 Panzerdivisionen o divisioni Panzergrenadier) rispetto alle forze accantonate a ovest (59 divisioni con circa 900.000 uomini e 1.900 carri armati - 10 divisioni corazzate o motorizzate) e in Italia (23 divisioni con 412.000 uomini e 500 mezzi corazzati).
Sul fronte italiano, Churchill cercò ancora una volta di potenziare le operazioni alleate e riuscì a convincere i capi alleati ad organizzare un nuovo sbarco ad Anzio il 22 gennaio 1944, sperando in questo modo di dare una svolta alle operazioni, sempre bloccate dopo le dure e fallimentari battaglie di Cassino, e aprire la possibilità di una decisiva avanzata "balcanica" che avrebbe potuto rendere superflua l'Operazione Anvil e forse anche la temuta Operazione Overlord. Sul campo, l'Operazione Shingle ebbe sviluppi molto deludenti e le forze alleate sarebbero rimaste bloccate fino a maggio, quando riuscirono finalmente a sfondare la Linea Gustav e a liberare Roma (4 giugno 1944), ormai troppo tardi per poter sfruttare la vittoria verso Lubiana (come sperato da Churchill), o modificare la pianificazione alleata, concentrata totalmente sullo sbarco in Francia (che sarebbe iniziato solo due giorni dopo).
Nonostante l'accurata pianificazione e la grande consistenza delle forze alleate aeree, terrestri e navali disponibili (molto superiori a quelle tedesche), ancora pochi giorni prima di Overlord, il generale Brooke e lo stesso Churchill manifestarono timori di fallimento dello sbarco in Normandia e di possibili gravi perdite, e mostrarono ancora una volta riserve strategiche sull'operazione e sui suoi risultati.

### Giorno "R" e "D-Day"
Alla metà di aprile 1944, i generali Burrows e Deane (addetti militari britannico e statunitense alle ambasciate alleate a Mosca) comunicarono ufficialmente al generale Antonov, vice-capo di stato maggiore dell'Armata Rossa, la data del "giorno R", il giorno dello sbarco e dell'apertura del "secondo fronte" (al momento stabilita nel 5 giugno). Il 18 aprile Churchill in persona scrisse a Stalin confermando la comunicazione degli addetti alleati e spiegando a grandi linee gli sviluppi previsti delle operazioni; Stalin inviò una calorosa risposta il 22 aprile, si congratulò con il suo interlocutore per le decisioni prese, rassicurandolo sulle intenzioni sovietiche di riprendere l'offensiva su tutto il fronte orientale in estate, in coincidenza con l'Operazione Overlord.
In questa fase, finalmente, i rapporti tra i tre alleati furono eccezionalmente buoni, gli esponenti alleati notarono il clima molto amichevole a Mosca, mentre il 1º maggio Stalin si dilungò in elogi delle operazioni aerea alleate e della campagna in Italia, che avevano indubbiamente facilitato i successi sovietici all'est.

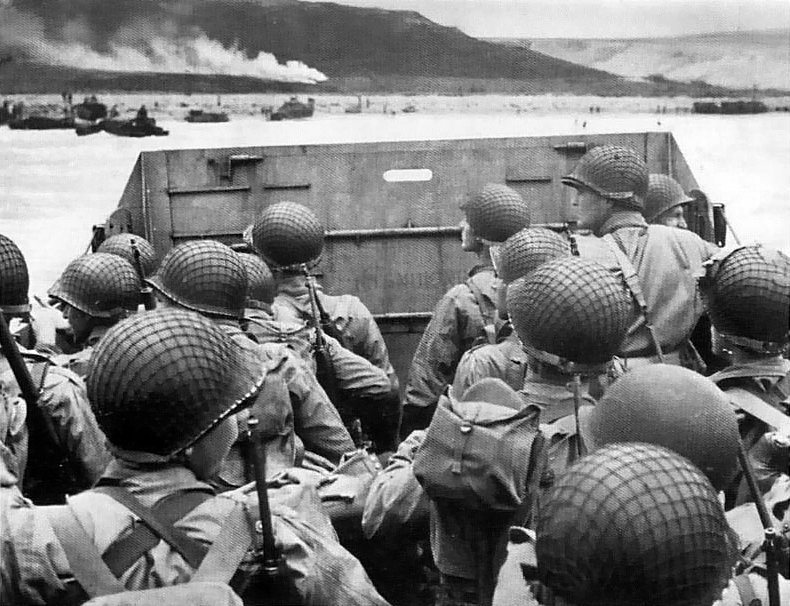
I soldati americani si avvicinano alle spiagge della Normandia, il 6 giugno 1944.

Gli stati maggiori delle tre Potenze collaborarono anche nel piano Bodyguard, il complicato progetto di depistaggio per ingannare Hitler ed il Comando tedesco sulle intenzioni offensive alleate; mentre i tentativi di convincere i tedeschi di possibili sbarchi in Norvegia fallirono, il piano Fortitude ebbe successo e fece credere al comando tedesco la presenza di un fantomatico gruppo d'armate americano pronto a sbarcare nella regione del Passo di Calais. Anche all'est i tedeschi si ingannarono: Hitler e i suoi generali ipotizzarono un ambizioso attacco a sud con avanzata fino al Baltico e sguarnirono la Bielorussia; inoltre il dittatore tedesco diede per scontato che i sovietici non si sarebbero mossi fino all'eventuale successo dell'"Invasione", e forse avrebbero interrotto completamente le loro offensive, lasciando il compito di finire la guerra agli alleati occidentali.
In effetti Stalin, anche se rassicurò più volte gli alleati sull'intenzione sovietica di sferrare una grande offensiva generale coordinata con Overlord, avrebbe atteso (forse anche per reali difficoltà organizzative) fino al 22 giugno prima di scatenare la gigantesca Operazione Bagration. Il capo sovietico, sempre sospettoso, fino all'ultimo mostrò segni di sfiducia negli alleati, e iniziò le grandi operazioni offensive solo dopo essersi assicurato che lo sbarco avesse avuto pieno successo.
Il 5 giugno 1944 le enormi forze alleate (erano pronti in Inghilterra oltre 2,5 milioni di soldati alleati, 10.000 carri armati, 5000 navi e 13.000 aerei) si avvicinarono alle spiagge dello sbarco, ma il maltempo impose un ultimo rinvio. Il 6 giugno (D-Day) il generale Eisenhower, dopo qualche incertezza, prese la decisione finale di effettuare lo sbarco, che avrebbe avuto pieno successo, sgominando rapidamente le deboli difese costiere del vantato Vallo Atlantico. Dopo una dura battaglia di due mesi in Normandia, gli alleati avrebbero completamente sconfitto le forze tedesche dell'Invasionfront e avrebbero liberato rapidamente, dopo il successo in agosto dell'Operazione Dragoon (nuovo nome del piano "Anvil"), la Francia e il Belgio.
Avrebbe così avuto inizio il tanto atteso "secondo fronte" in Europa Nord-occidentale che, in undici mesi, avrebbe portato le potenti e moderne forze alleate fino nel cuore della Germania e alla vittoria finale nella seconda guerra mondiale.